# 訃報 2025年1月
訃報 2025年1月（ふほう 2025ねん1がつ）においては、2025年1月の物故者（メディアによる報道および関係する機関もしくは団体・法人などから告知が実施された人物を含む）についてまとめるものとする。

## 1日 - 15日

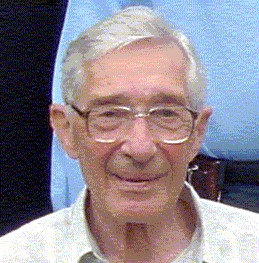
マイケル・ローウェ／1月1日没

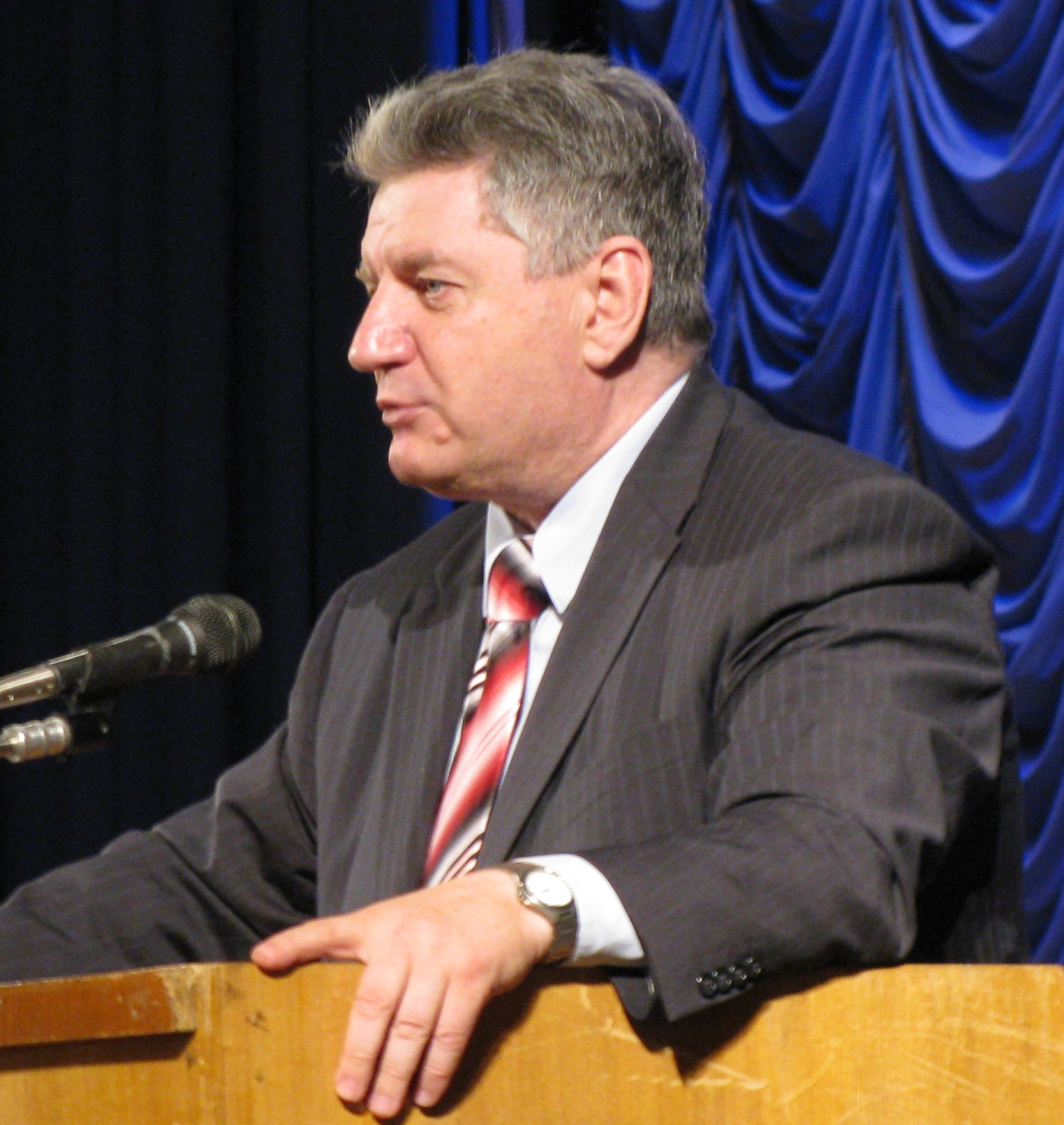
ヴィクトル・アルクスニス／1月1日没

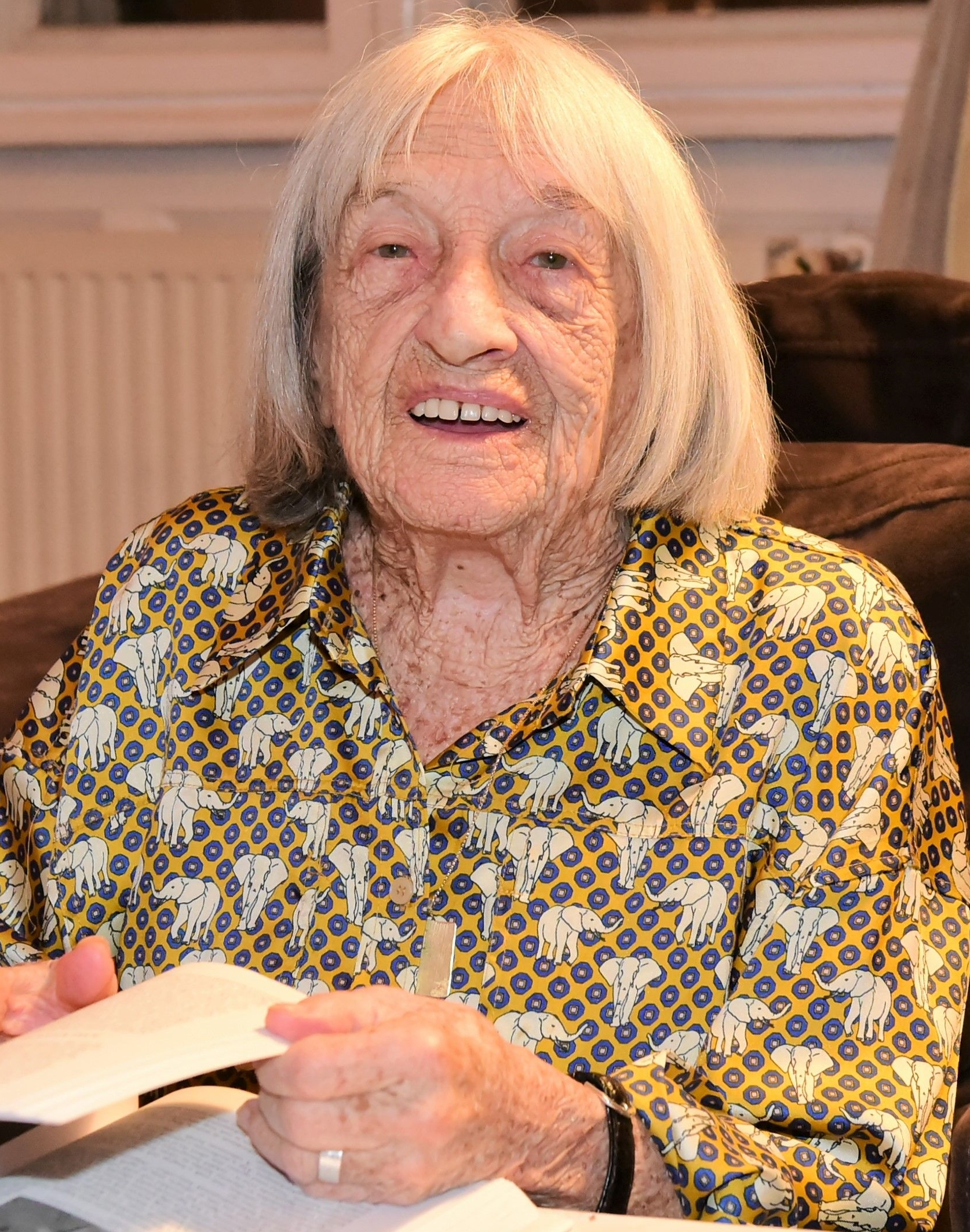
ケレティ・アーグネシュ／1月2日没

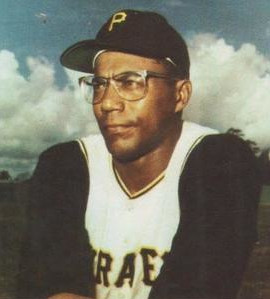
ボブ・ヴィール／1月3日没

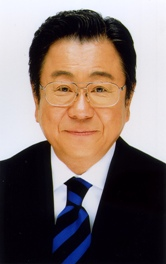
澤雄二／1月3日没

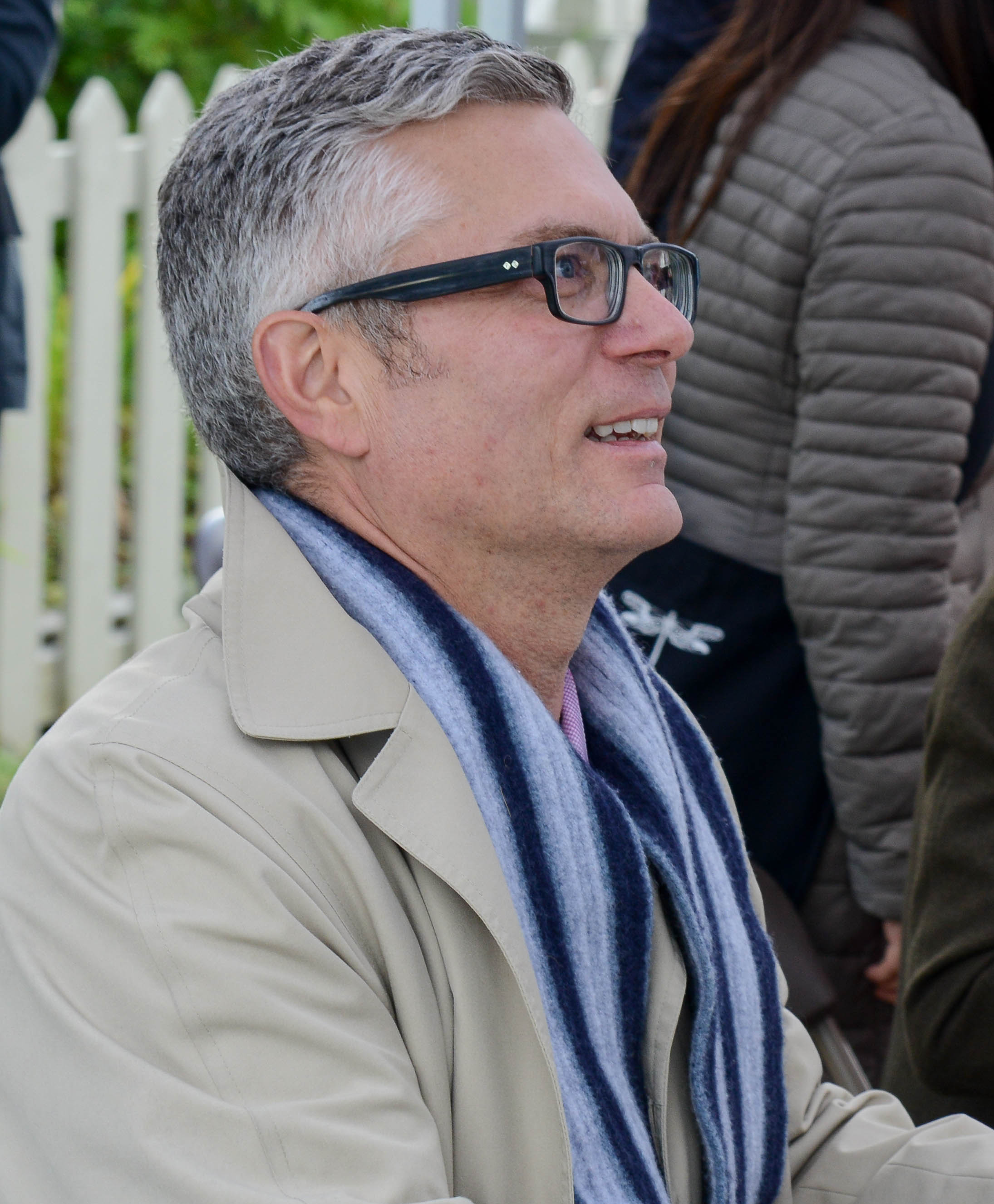
アンドリュー・パイパー／1月3日没

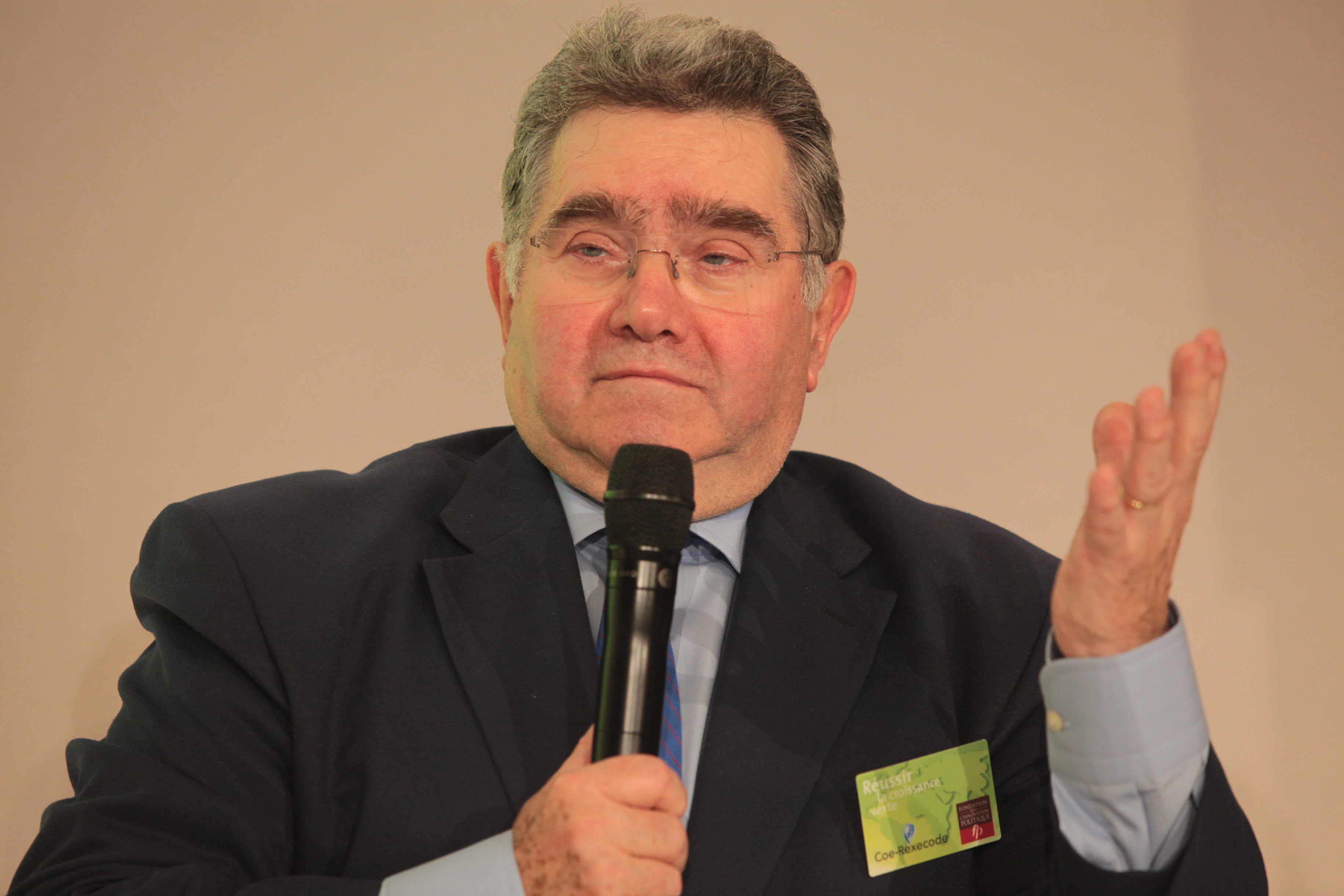
クロード・アレグル／1月4日没

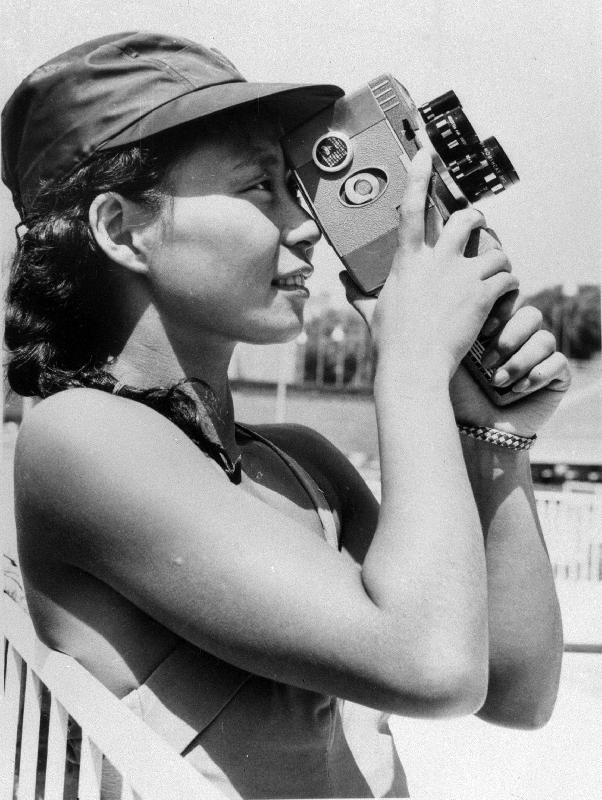
馬淵かの子／1月4日没

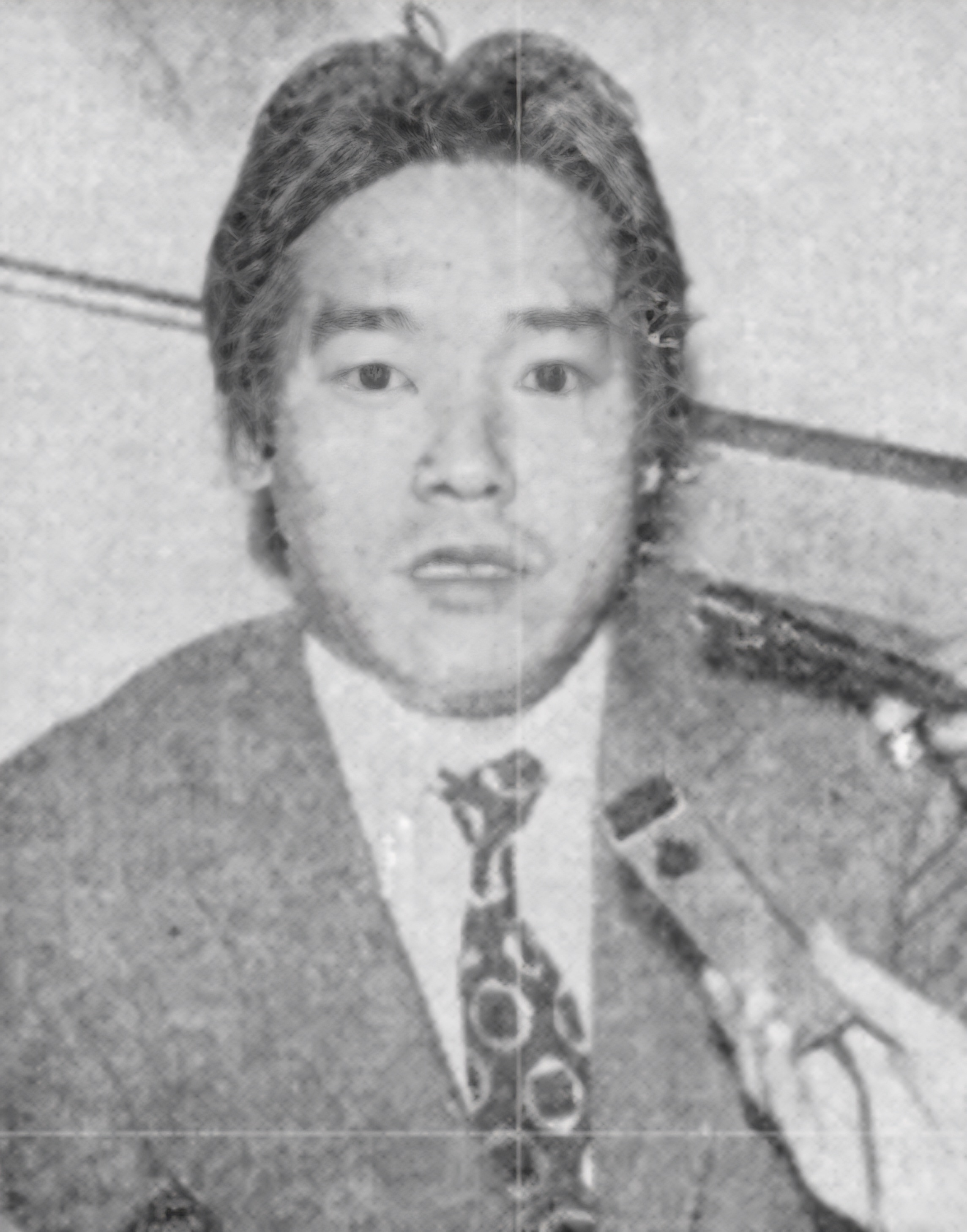
李恢成／1月5日没

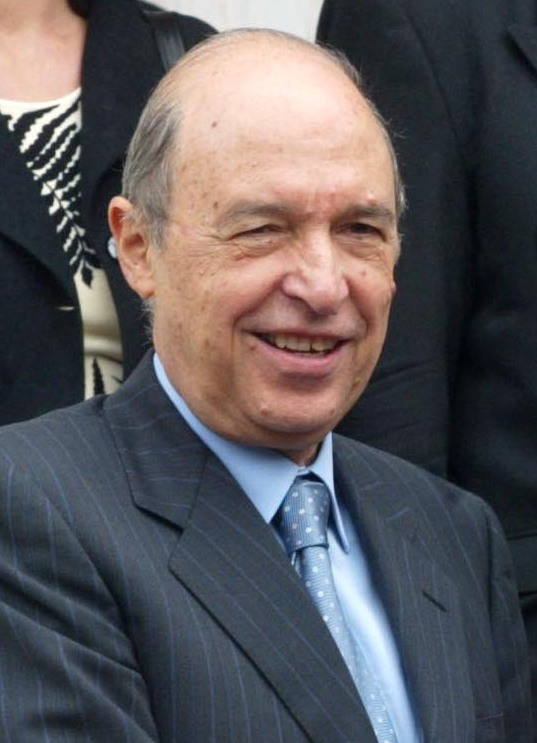
コスタス・シミティス／1月5日没

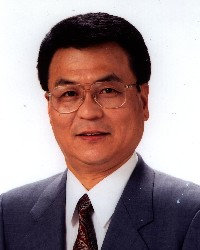
田端正広／1月5日没

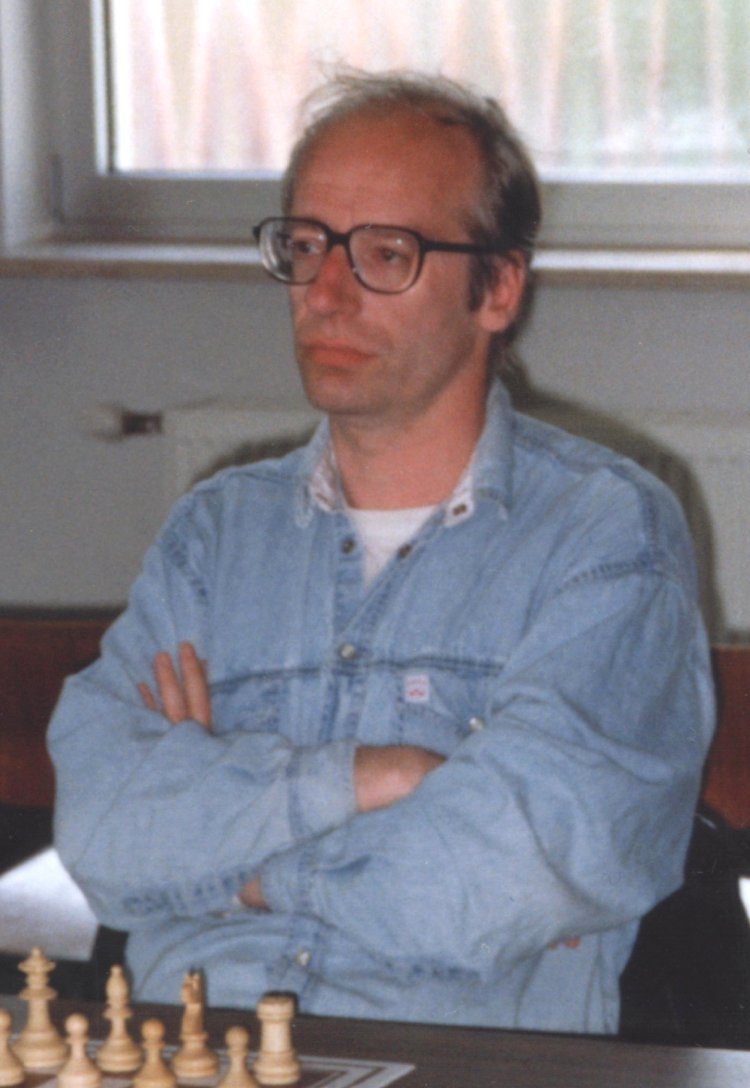
ロベルト・ヒュプナー／1月5日没

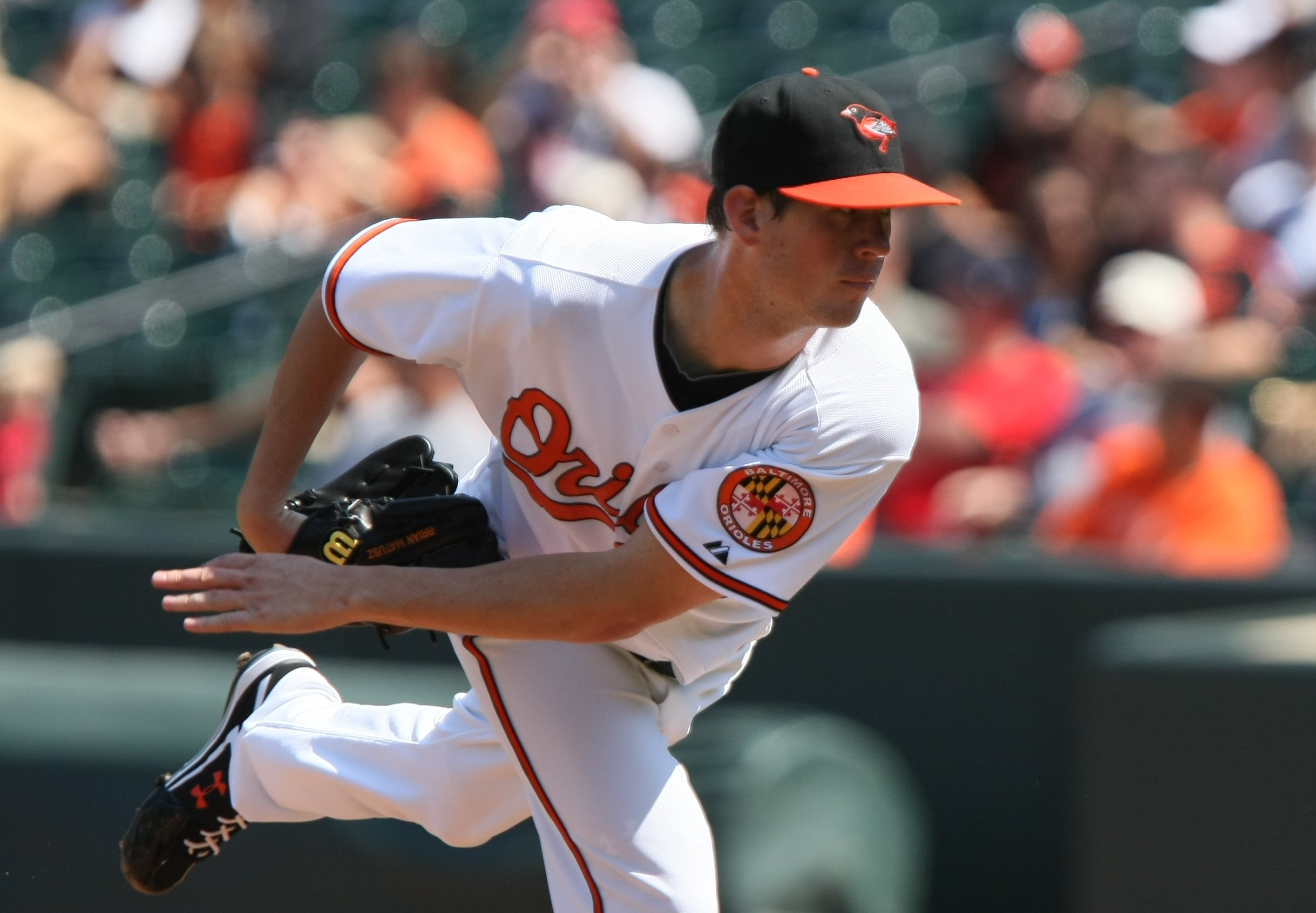
ブライアン・マティス／1月6日没

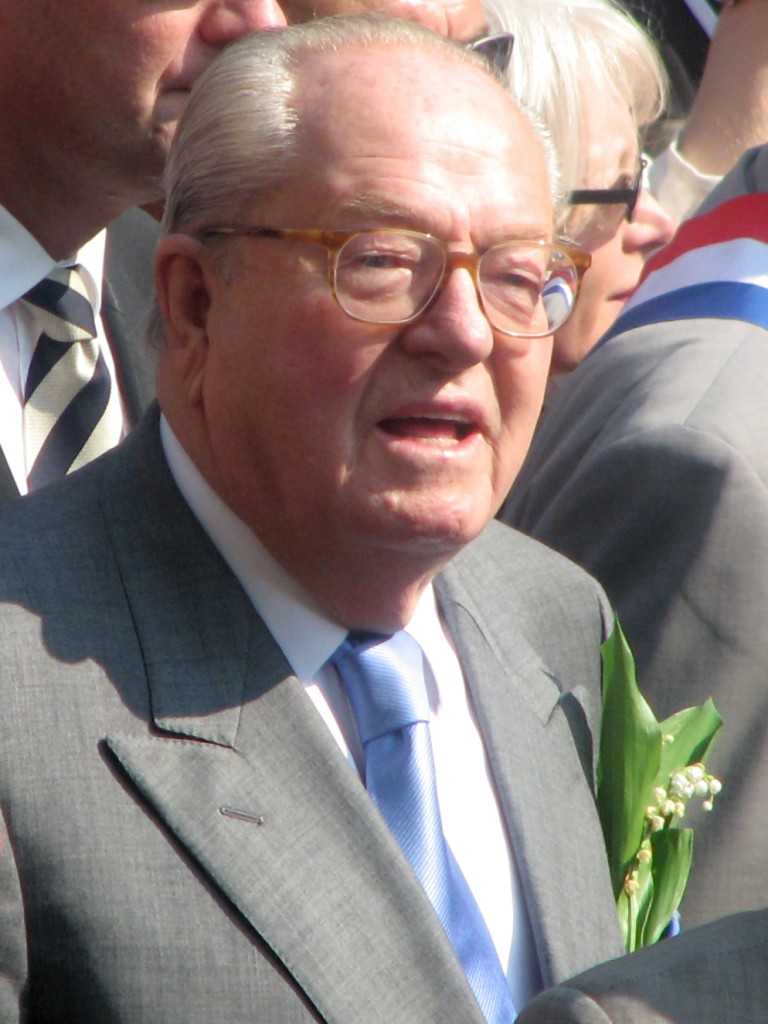
ジャン＝マリー・ル・ペン／1月7日没

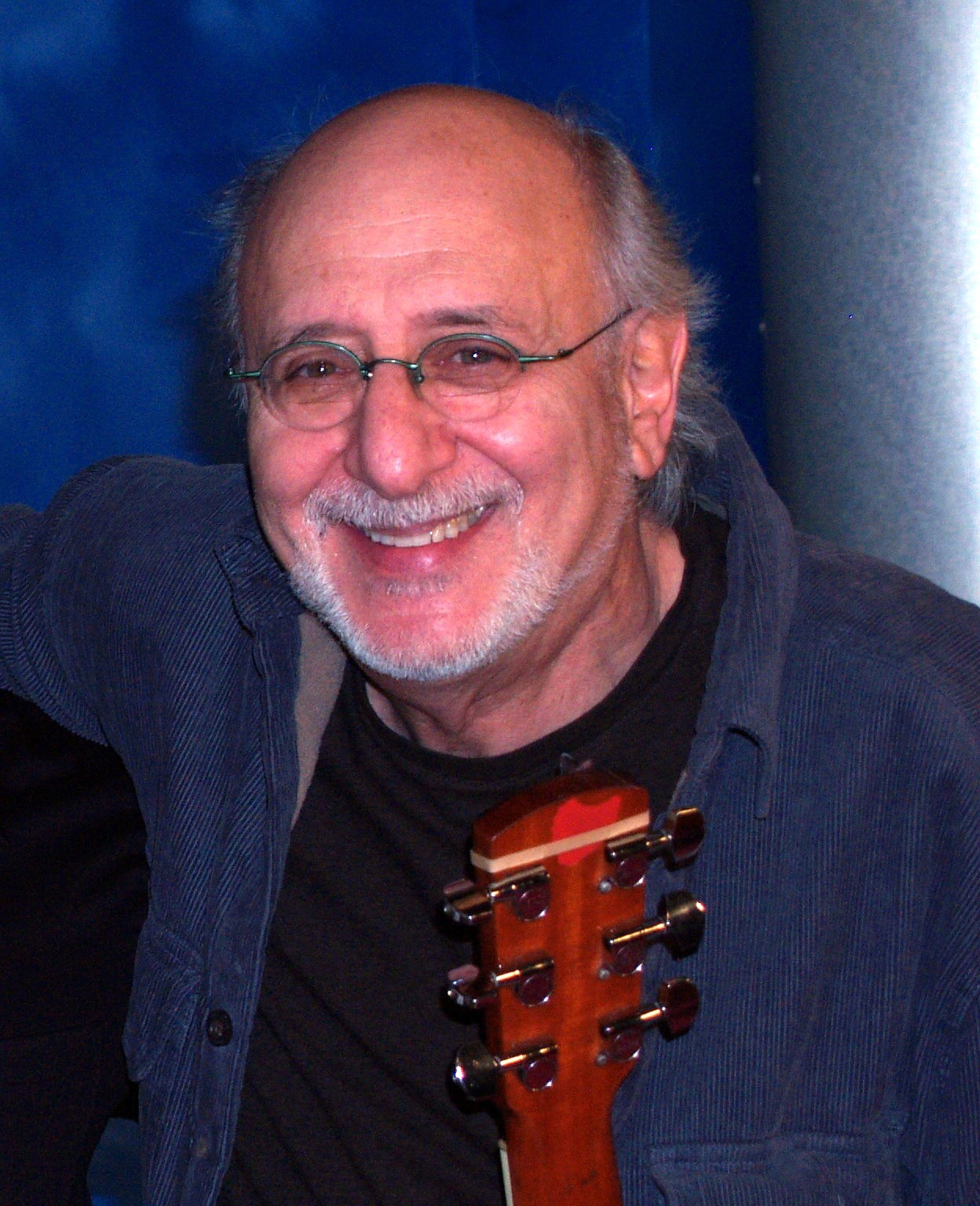
ピーター・ヤロー／1月7日没

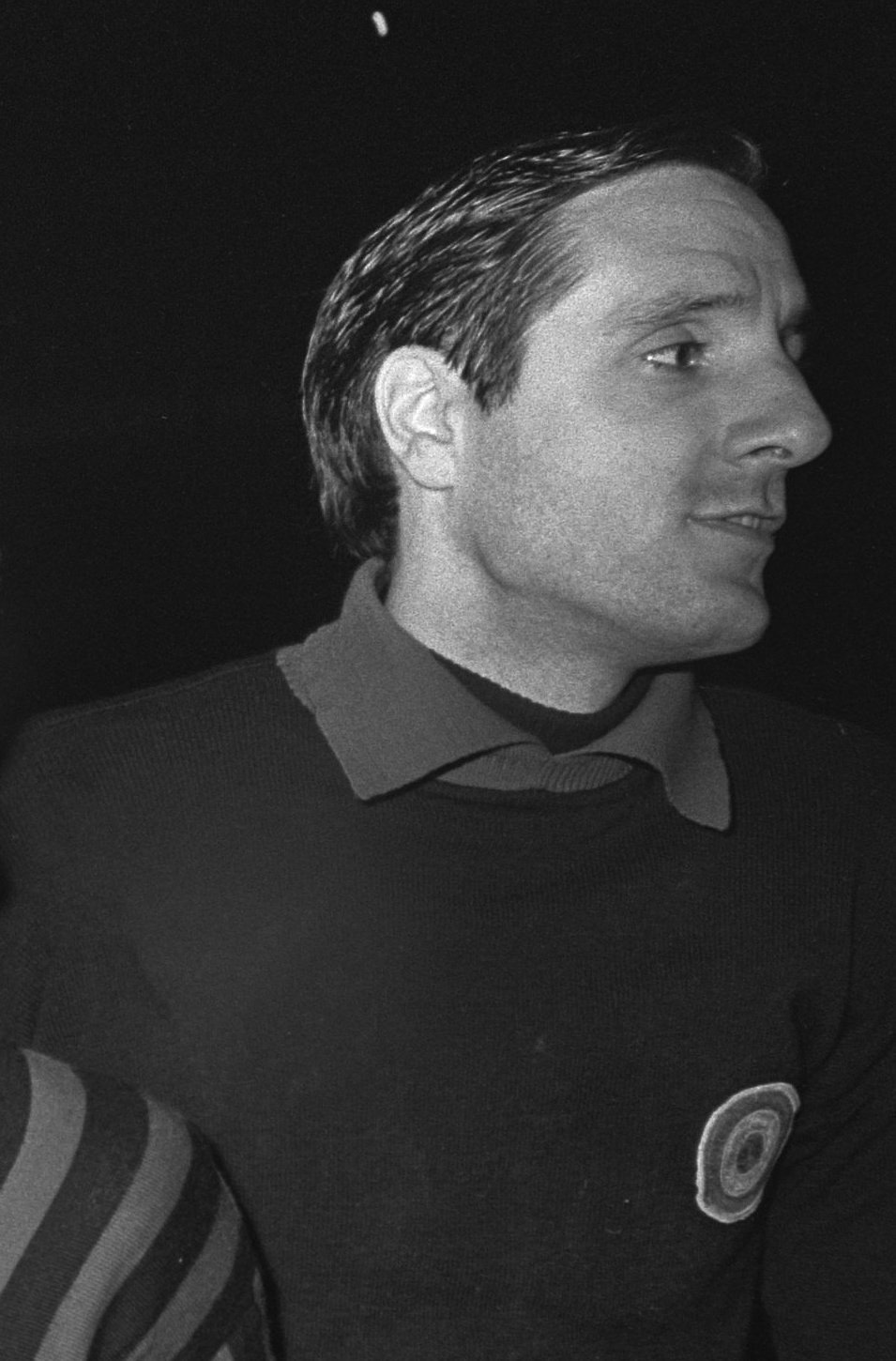
ファビオ・クディチーニ／1月8日没（訃報発表日）

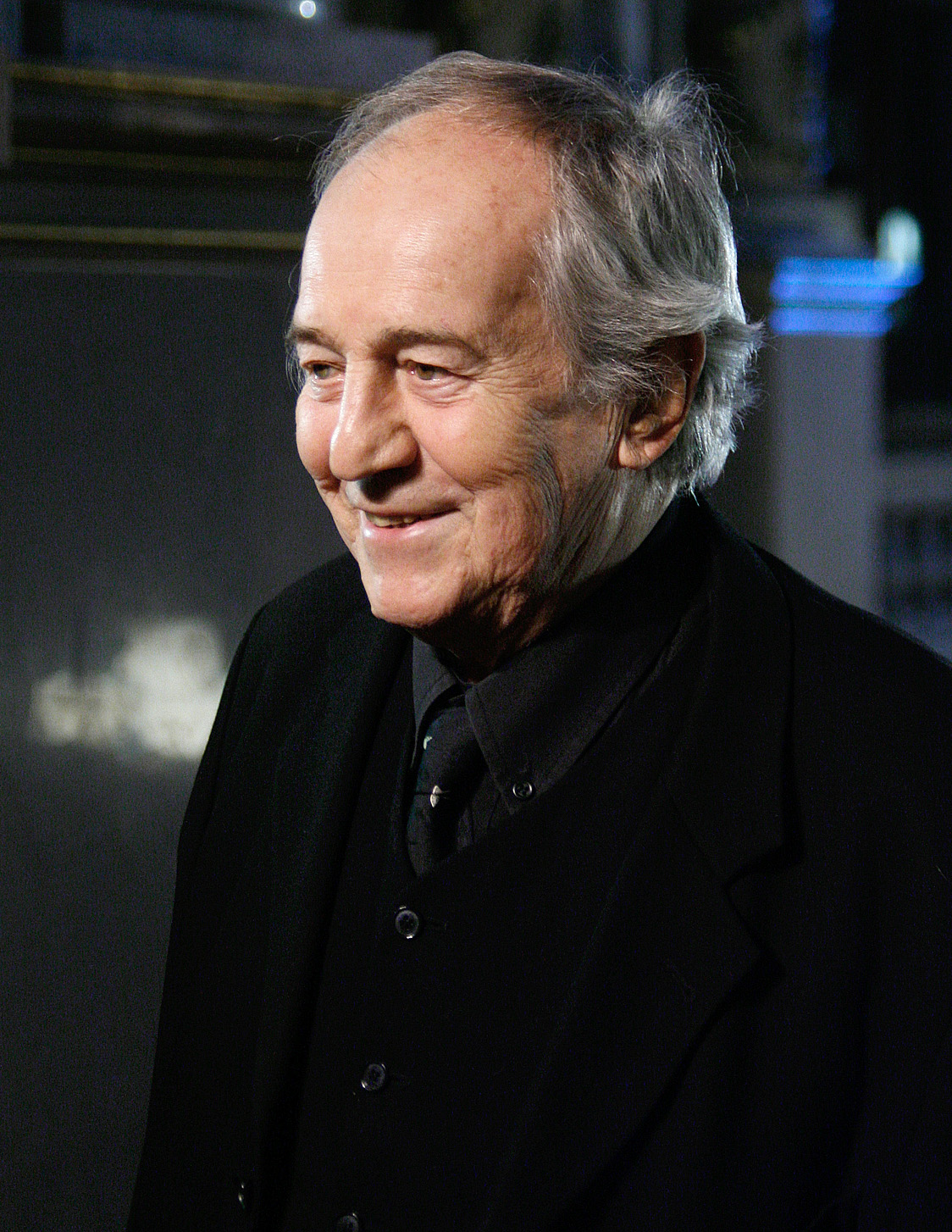
オットー・シェンク／1月9日没

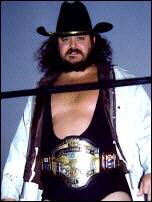
ブラック・バート／1月9日没

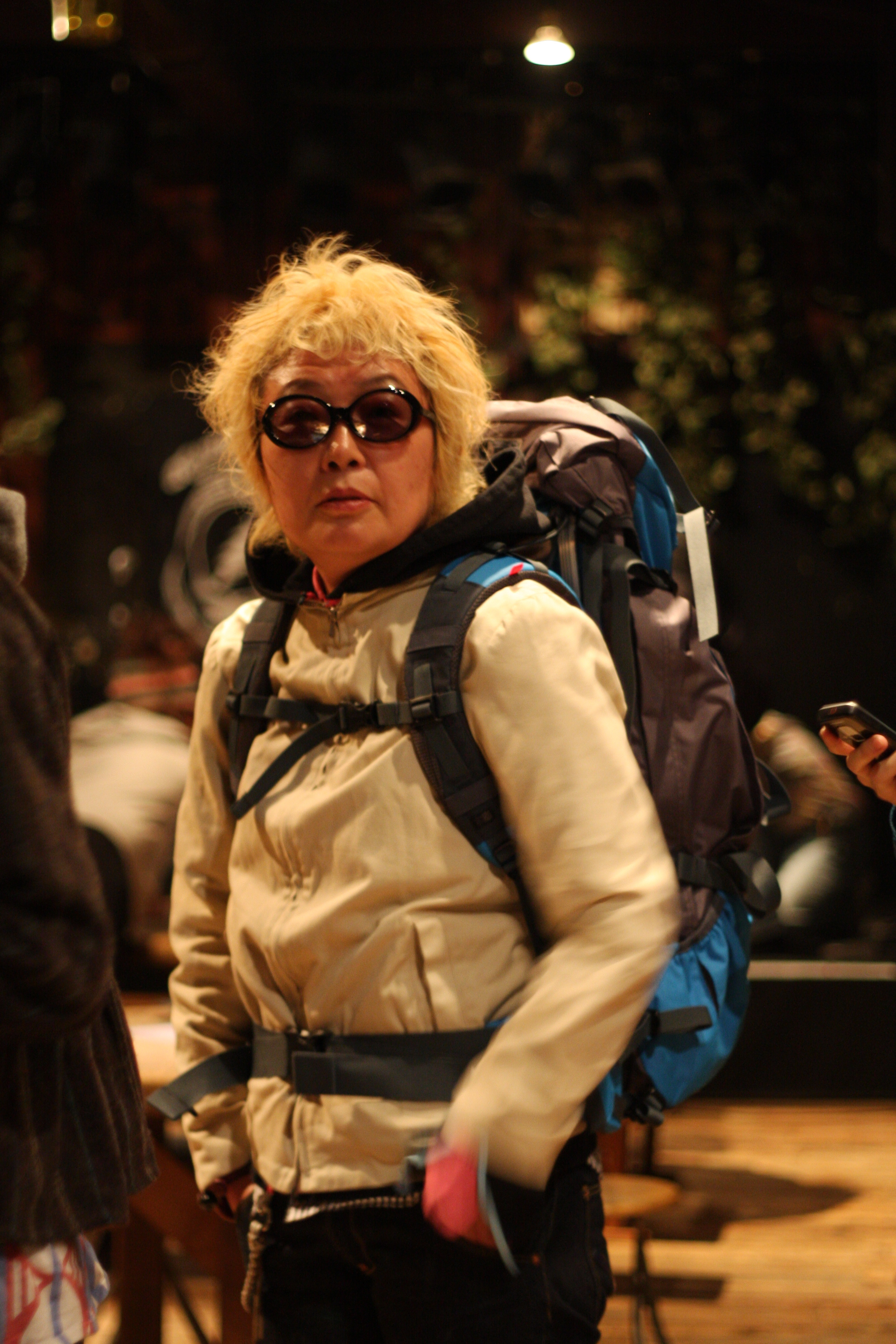
MAYA MAXX／1月9日没

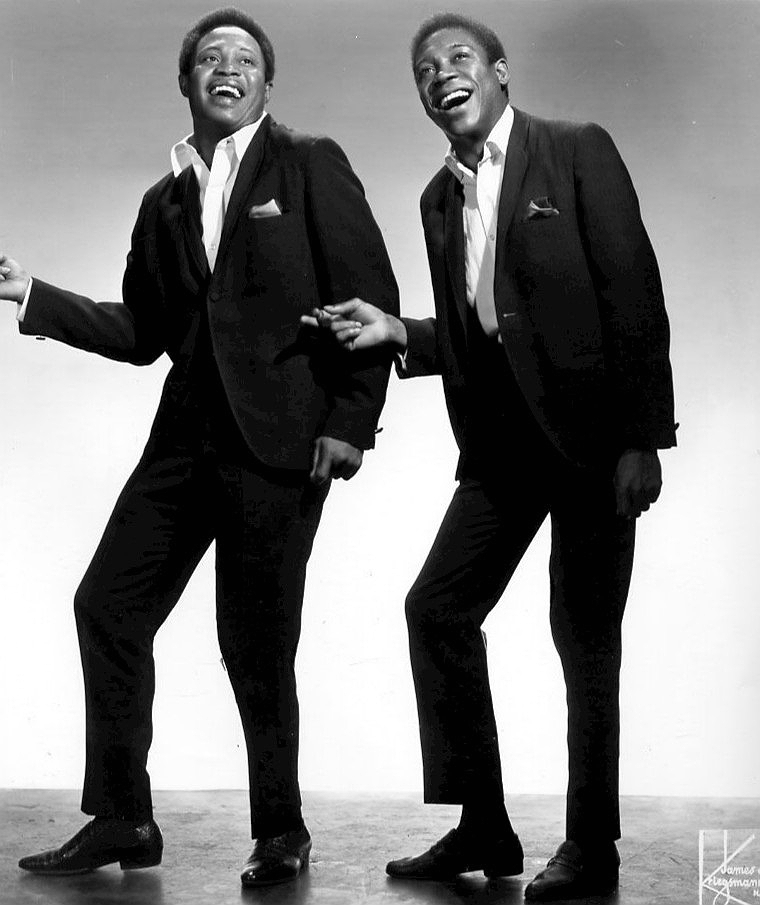
サム・ムーア（左）／1月10日没

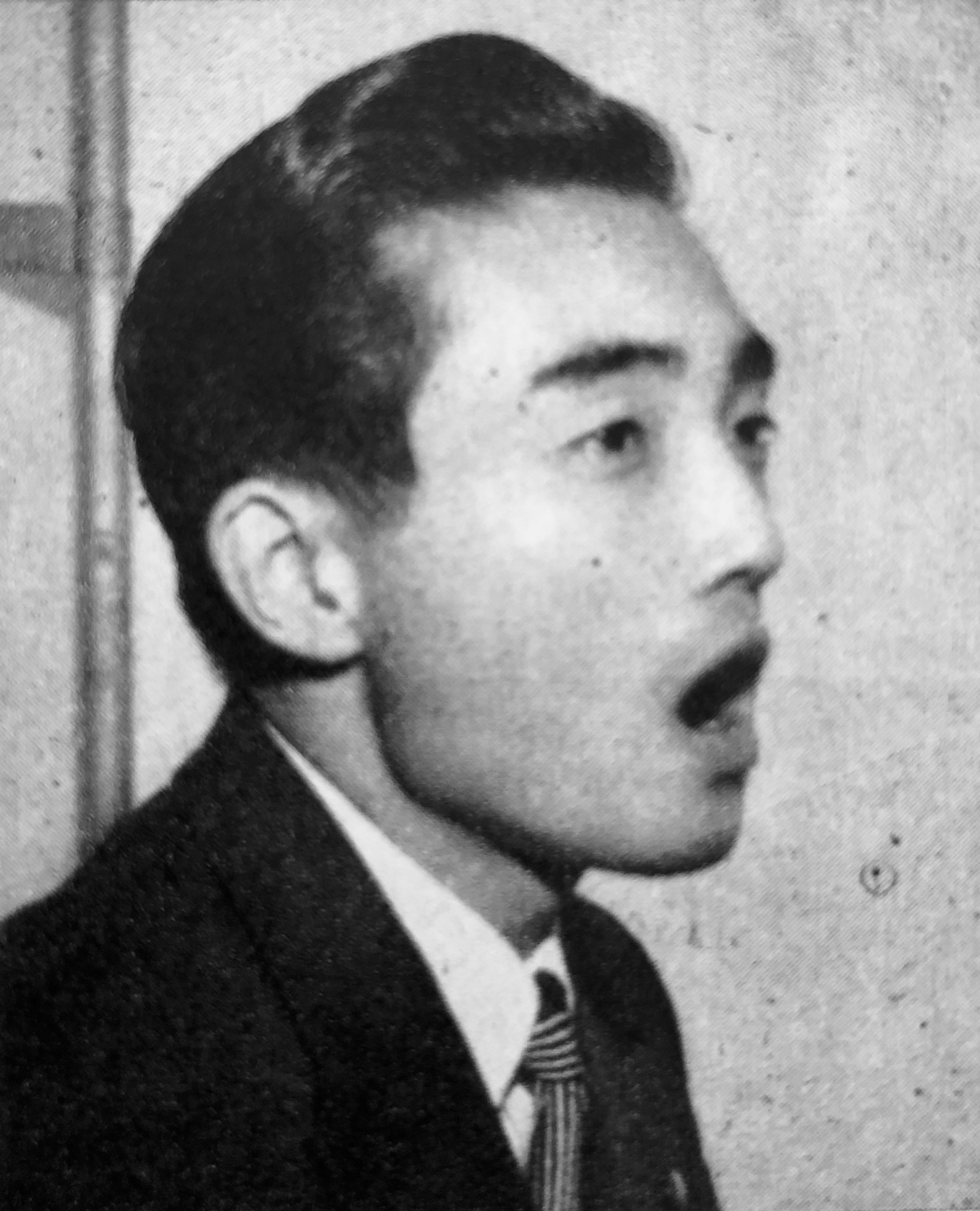
三浦洸一／1月11日没

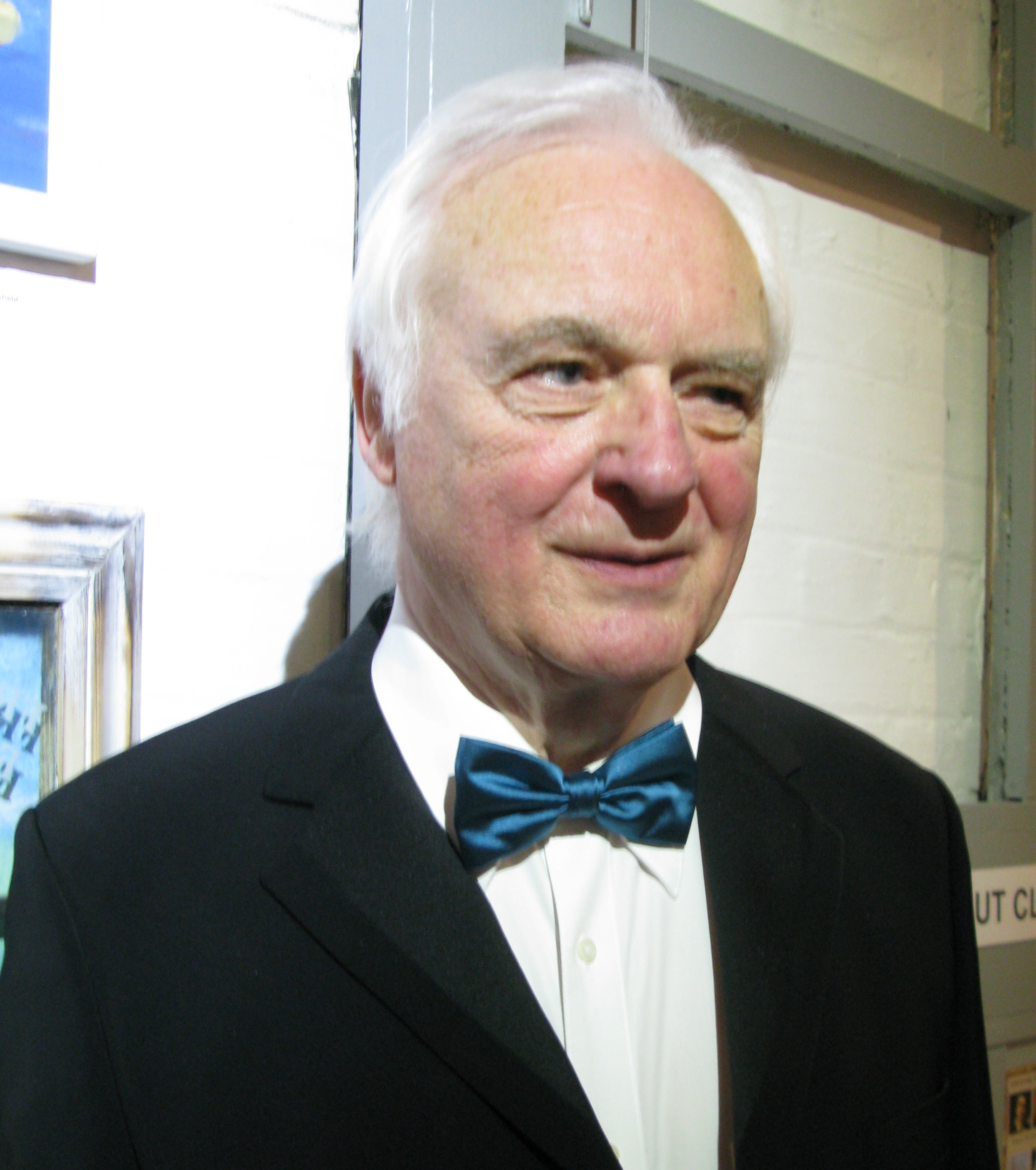
エルガー・ハワース／1月13日没（訃報発表日）

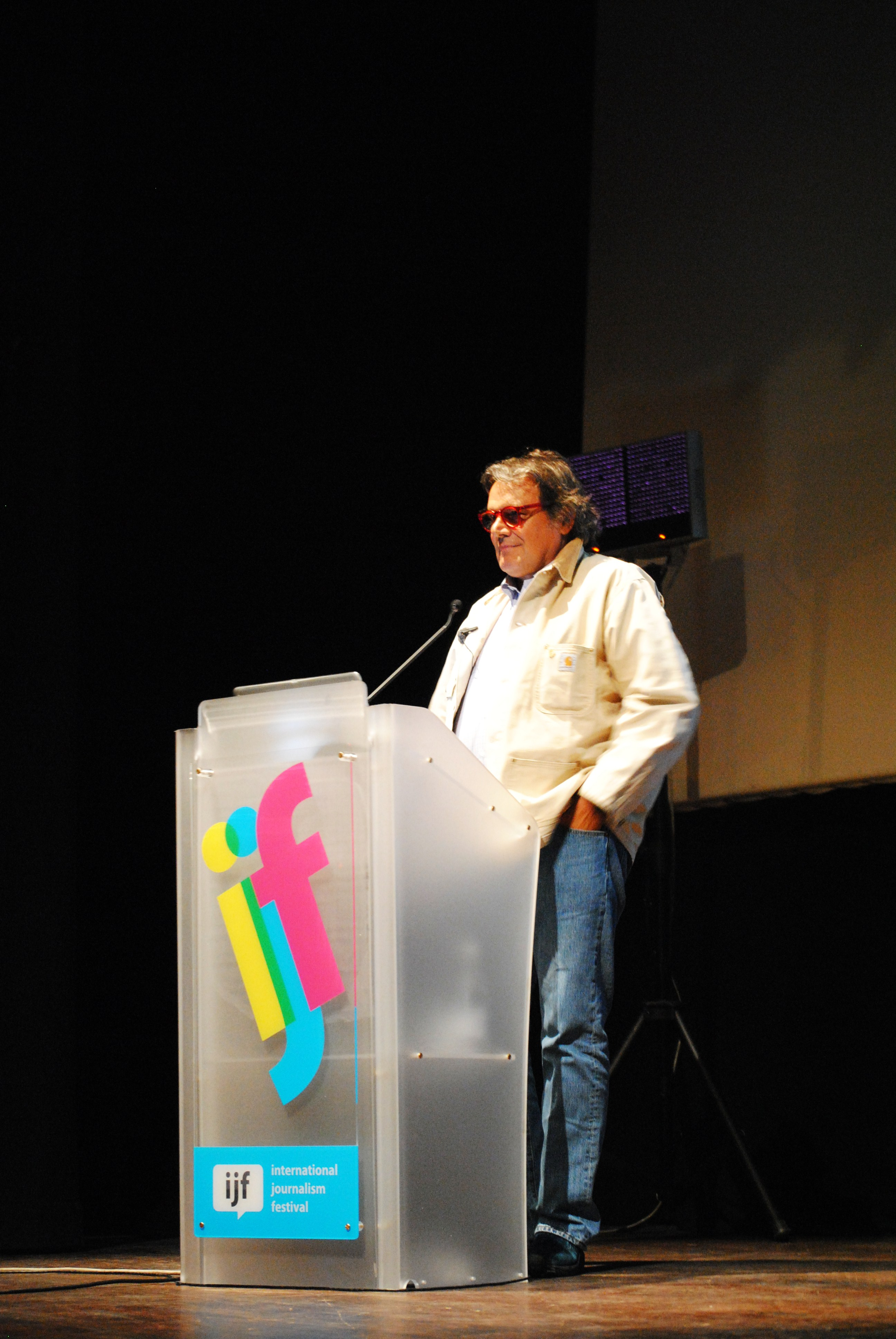
オリヴィエロ・トスカーニ／1月13日没

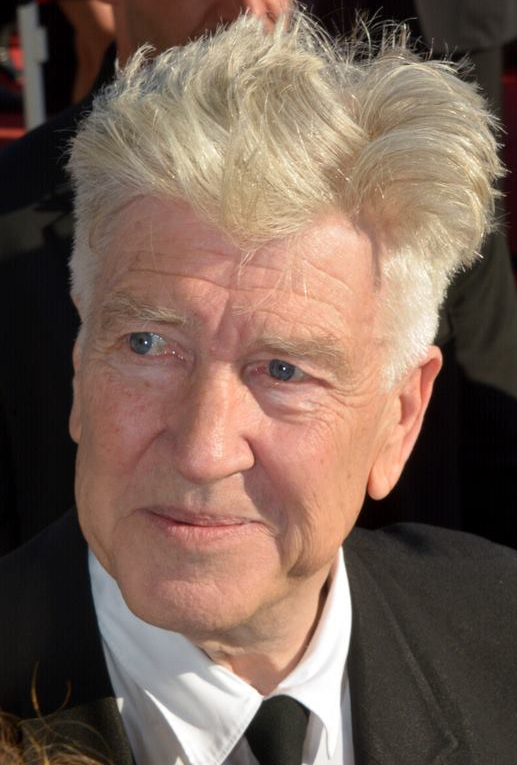
デイヴィッド・リンチ／1月15日没

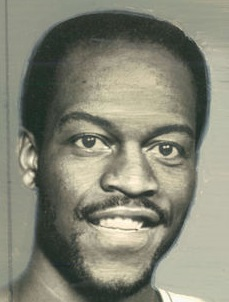
ガス・ウィリアムズ／1月15日没

- 1月1日 - マイケル・ローウェ、イギリスの歴史学者、中国学者（* 1922年）[1]
- 1月1日 - 長野ハル、日本のプロボクシング・マネージャー【帝拳ジム所属】（* 1925年）[2]
- 1月1日 - 玉城節子、日本の平和運動家、元ひめゆり同窓会会長（* 1926年?）[3]
- 1月1日 - サリー・オッペンハイム＝バーンズ（英語版）、アイルランド出身のイギリスの政治家、元イギリス消費者保護担当相・消費者事務担当相、元イギリス庶民院・貴族院議員（* 1928年）[4]
- 1月1日 - 俵孝太郎、日本のジャーナリスト、ニュースキャスター、政治評論家（* 1930年）[5]
- 1月1日 - ジャン＝ミシェル・ドファイ（英語版、フランス語版）、フランスの作曲家、編曲家、指揮者（* 1932年）[6]
- 1月1日 - ノラ・オルランディ（英語版、イタリア語版）、イタリアのピアニスト、歌手、作曲家（* 1933年）[7]
- 1月1日 - デイヴィッド・ロッジ、イギリスの作家、批評家（* 1935年）[8]
- 1月1日（訃報発表日） - K・S・マニラール（英語版、マラヤーラム語版）、インドの植物学者、元カリカット大学（英語版）教授（* 1938年）[9]
- 1月1日 - レオ・ダン（英語版、スペイン語版）、アルゼンチンの歌手、作曲家、俳優（* 1942年）[10]
- 1月1日 - 宮澤敏夫、日本のオーケストラ経営者、富士山静岡交響楽団専務理事、元札幌交響楽団事務局長（* 1943年）[11]
- 1月1日 - 朝田富次、日本のジャーナリスト、演劇コラムニスト、元共同通信編集委員（* 1947年）[12]
- 1月1日 - 西ヶ谷恭弘、日本の城郭研究者、日本城郭史学会代表（* 1947年）[13]
- 1月1日 - 樋口博務、日本の政治家、加茂市議会議員・元議長（* 1947年）[14]
- 1月1日 - ジョン・B・オレイリー・ジュニア（英語版）、アメリカ合衆国の政治家、元ディアボーン市長、元ディアボーン市議会議員（* 1948年）[15]
- 1月1日 - ヴィクトル・アルクスニス、ソビエト連邦、ロシアの空軍軍人、政治家、ソ連空軍大佐、元ロシア国家院議員、元トゥチコヴォ（英語版）市長、元ソビエト連邦人民代議員大会・ラトビア共和国最高会議議員（* 1950年）[16]
- 1月1日 - ウェイン・オズモンド（英語版）、アメリカ合衆国の歌手、「オズモンド・ブラザーズ」「オズモンズ」の元メンバー（* 1951年）[17]
- 1月1日 - イゴル・ポズニッチ（英語版、スロベニア語版）、ユーゴスラビア、スロベニアの元プロサッカー選手、元スロベニア代表（* 1967年）[18]
- 1月1日 - 魯幸錫（朝鮮語版）、大韓民国の元プロサッカー選手（* 1988年）[19]
- 1月2日 - ケレティ・アーグネシュ、ハンガリー、イスラエルの元体操選手、指導者、1952年・1956年オリンピック金メダリスト（* 1921年）[20][21]
- 1月2日（訃報発表日） - ヤーン・ザハラ（英語版、スロバキア語版）、チェコスロバキア、スロバキアの元ボクサー、指導者、1952年オリンピック金メダリスト（* 1928年）[22]
- 1月2日 - デレック・ハンフリー（英語版）、イギリス、アメリカ合衆国の死ぬ権利の活動家（* 1930年）[23]
- 1月2日 - 井上能孝、日本の高等学校教員、郷土史家、函館国際俳句会会長（* 1930年?）[24]
- 1月2日 - ロジータ・ミッソーニ（英語版）、イタリアの実業家、ファッションデザイナー、ミッソーニ共同創業者（* 1931年）[25]
- 1月2日 - 鍵山秀三郎、日本の実業家、イエローハット創業者（* 1933年）[26]
- 1月2日 - ヴェルナー・ライムグルーバー（英語版、ドイツ語版）、スイスの元プロサッカー選手、元同国代表（* 1934年）[27]
- 1月2日 - ユッテ・アビルドストレム（英語版、デンマーク語版）、デンマークの女優（* 1934年）[28]
- 1月2日 - ブライアン・ベリー、イギリス、アメリカ合衆国の都市地理学者、地域地理学者、系譜学者、テキサス大学ダラス校教授、元カーネギーメロン大学・ハーバード大学・シカゴ大学教授（* 1934年）[29]
- 1月2日 - 村瀬嘉代子、日本の臨床心理学者、元日本臨床心理士会会長、元公認心理師試験研修センター理事長（* 1935年）[30]
- 1月2日 - 三鬼清一郎、日本の日本史学者、名古屋大学名誉教授（* 1935年）[31]
- 1月2日 - 坂井智宏、日本の真言宗の僧侶、大僧正、元金剛頂寺住職、元真言宗豊山派宗会議長・宗務総長・宗機顧問、元四国八十八ヶ所霊場会会長（* 1936年）[32]
- 1月2日 - アルド・アグロッピ（英語版、イタリア語版）、イタリアの元プロサッカー選手、指導者、元同国代表（* 1944年）[33]
- 1月2日 - フェルディ・タイフル（英語版、トルコ語版）、トルコの歌手、俳優（* 1945年）[34]
- 1月2日 - 吉沢勝、日本の元プロ野球選手【読売ジャイアンツ所属】（* 1945年）[35]
- 1月2日 - ラルフ・マン（英語版）、アメリカ合衆国の実業家、生体力学者、元ハードル競走選手、元ケンタッキー大学教授、1972年オリンピック銀メダリスト（* 1949年）[36]
- 1月2日 - クリストバル・オルテガ（英語版、スペイン語版）、メキシコの元プロサッカー選手、元同国代表（* 1956年）[37]
- 1月2日 - フランセスク・アンティク・オリベ（英語版、スペイン語版、カタルーニャ語版）、ベネズエラ出身のスペインの政治家、元スペイン上院・下院議員、元バレアレス諸島政府首相、元バレアレス諸島議会議員、元アルガイダ（英語版）市長、元スペイン社会労働党バレアレス諸島党事務総長（* 1958年）[38]
- 1月2日（訃報発表日） - ラス・ノース（英語版）、イギリスのヘヴィメタル・ミュージシャン、「クロヴェン・フーフ（英語版）」の元メンバー（* 1965年）[39]
- 1月2日 - 柴田昌児、日本の考古学者、愛媛大学教授・埋蔵文化財調査室室長（* 1965年?）[40]
- 1月3日 - 曲継寧（中国語版）、中華人民共和国の軍人、政治家、中国人民解放軍中将、元済南軍区副政治委員、元全国人民代表大会代表、元全国政治協商会議委員（* 1929年）[41]
- 1月3日 - 深堀繁美、日本の被爆者（* 1931年?）[42]
- 1月3日 - 神谷金衛、日本の政治家、元安城市議会議員・議長、元明治用水土地改良区理事長、元愛知県土地改良事業団連合会会長（* 1934年）[43][44]
- 1月3日 - 外川継男、日本の歴史学者、ロシア史研究者、上智大学名誉教授、元北海道大学スラブ研究センター所長（* 1934年?）[45]
- 1月3日または1月7日 - ボブ・ヴィール、アメリカ合衆国の元プロ野球選手（* 1935年）[46][47]
- 1月3日 - 白本貞昭、日本の実業家、元トーモク社長（* 1935年）[48]
- 1月3日（訃報発表日） - グリゴレ・エレメイ（英語版、ルーマニア語版）、ソビエト連邦、モルドバの外交官、政治家、元モルドバ議会議員、元モルダヴィア共産党（英語版）第一書記、元駐ルーマニア・ベラルーシモルドバ大使（* 1935年）[49]
- 1月3日 - 原広司、日本の建築家、東京大学名誉教授（* 1936年）[50]
- 1月3日 - 金載周（朝鮮語版）、大韓民国の信頼性工学者、ソウル大学校教授（* 1936年）[51]
- 1月3日 - 宮下充正、日本の運動生理学者、東京大学名誉教授、元東洋英和女学院大学・放送大学教授、元日本フィットネス協会会長、元日本水泳連盟理事長（* 1936年）[52]
- 1月3日 - 崔相曄（朝鮮語版）、大韓民国の検察官、弁護士、政治家、元法務部長官、元法制処長（* 1937年）[53]
- 1月3日 - ラ・チュンガ（英語版、スペイン語版、カタルーニャ語版）（ミカエラ・フローレス・アマヤ）、フランス出身のスペインのダンサー、画家（* 1938年）[54]
- 1月3日 - ウィレム・ファン・コーテン（英語版、オランダ語版）、オランダの実業家、ディスクジョッキー、ラジオパーソナリティ（* 1941年）[55]
- 1月3日 - ブレントン・ウッド（英語版）、アメリカ合衆国の歌手（* 1941年）[56]
- 1月3日 - マージダ・ラアド（英語版、スウェーデン語版、アラビア語版）、スウェーデン出身のヨルダンの王族（* 1942年）[57]
- 1月3日 - 岸野佑香、日本の女優（* 1943年）[58]
- 1月3日 - タリアナ・トゥリア（英語版、マオリ語版）、ニュージーランドの政治家、元コミュニティおよびボランティア部門相・ファーナウオラ（英語版）相、元代議院議員【労働党・マオリ党所属】、元マオリ党共同党首（* 1944年）[59]
- 1月3日 - ニコ・レキシュヴィリ（英語版、グルジア語版）、ソビエト連邦、ジョージアの政治家、元国家相、元ジョージア議会議員、元トビリシ市長、元グルジア共和国最高会議議員（* 1947年）[60][61]
- 1月3日 - 澤雄二、日本の政治家、元参議院議員【公明党所属】（* 1948年）[62]
- 1月3日 - ヒルベルト・ファン・ビンスト（英語版、オランダ語版）、ベルギーの元プロサッカー選手、元同国代表（* 1951年）[63]
- 1月3日 - 尾上辰緑、日本の歌舞伎俳優（* 1951年）[64]
- 1月3日 - 川島蓉子、日本のジャーナリスト、元伊藤忠ファッションシステム取締役、元ifs未来研究所所長（* 1961年）[65]
- 1月3日 - リチャード・ルイス（英語版）、バルバドスの元短距離走選手（* 1964年）[66]
- 1月3日 - アンドリュー・パイパー、カナダの作家（* 1968年）[67]
- 1月3日（遺体発見日） - ジェフ・ベイナ（英語版）、アメリカ合衆国の脚本家、映画監督（* 1977年）[68]
- 1月4日 - 飯田喜四郎、日本の建築史家、名古屋大学名誉教授（* 1924年）[69]
- 1月4日 - アリーゴ・パドヴァン（英語版、イタリア語版）、イタリアの元ロードサイクリスト（* 1927年）[70]
- 1月4日 - 堤浪夫、日本の図学者、武蔵野美術大学名誉教授（* 1928年）[71]
- 1月4日 - カレン・プライアー（英語版）、アメリカ合衆国の行動心理学者（* 1932年）[72]
- 1月4日 - 中嶋暉躬、日本の薬学者、東京大学名誉教授、元星薬科大学学長（* 1933年）[73]
- 1月4日 - 孫加保（中国語版）、中華人民共和国の舞踊家、振付師、軍人、元北京軍区戦友歌舞団（中国語版）・総政歌舞団団長、元解放軍芸術学院副院長、元中国舞踏家協会（中国語版）副主席（* 1935年）[74]
- 1月4日 - イラージャゴーパーラン・チダンバラム（英語版、タミル語版）、インドの核物理学者、結晶学者、政治家、元原子力省（英語版）長官、元インド原子力委員会（英語版）委員長、元インド政府首席科学顧問（英語版）、元国際原子力機関理事会議長、元バーバ原子力研究所（英語版）所長（* 1936年）[75]
- 1月4日 - クロード・アレグル、フランスの地球化学者、政治家、元国民教育相（* 1937年）[76]
- 1月4日 - リチャード・フォアマン（英語版）、アメリカ合衆国のアヴァンギャルドの劇作家、インプレサリオ（* 1937年）[77]
- 1月4日 - 馬淵かの子、日本の元飛込選手、指導者（* 1938年）[78]
- 1月4日 - 村田満、日本の鮎釣り名人（* 1939年）[79][80]
- 1月4日 - 井上秀雄、日本の歴史学者、琉球史研究者、沖縄県立芸術大学名誉教授、元沖縄県文化財保護審議会副会長、元沖縄県歴代宝案編集委員、元南城市文化財保護委員長、元南城市史編集委員長（* 1940年?）[81]
- 1月4日 - モハセン・ハバーシャ（英語版、アラビア語版）、チュニジアの元サッカー選手、元同国代表（* 1942年）[82]
- 1月4日 - ペテル・ブランデス（英語版、デンマーク語版）、デンマークの画家、グラフィック・アーティスト、写真家、彫刻家（* 1944年）[83]
- 1月4日 - エミリオ・エチェバリア、メキシコの俳優（* 1944年）[84]
- 1月4日 - ジュリアン・プーラン（英語版、フランス語版）、カナダの俳優、映画監督、作曲家、脚本家（* 1946年）[85]
- 1月4日 - ジェニー・ランダーソン（英語版、ウェールズ語版）、イギリスの政治家、貴族院議員、カーディフ大学総長、元ウェールズ担当政務次官、元ウェールズ副首相代行・文化スポーツウェールズ語相、元ウェールズ議会・カーディフ市議会議員（* 1948年）[86]
- 1月4日 - 田口幸雄、日本の銀行家、元岩手銀行頭取（* 1953年）[87]
- 1月4日 - エレノア・マグワイア（英語版）、アイルランド出身のイギリスの認知神経科学者、ユニヴァーシティ・カレッジ・ロンドン教授（* 1970年）[88]
- 1月4日（訃報発表日） - オレクサンドル・フメニューク（英語版、ウクライナ語版）、ウクライナの元サッカー選手、指導者（* 1976年）[89]
- 1月4日（遺体発見日） - マティアス・アクーニャ（英語版、スペイン語版）、ウルグアイのプロサッカー選手（* 1992年）[90]
- 1月5日 - 小林英夫、日本の実業家、アルビオン名誉会長（* 1932年）[91]
- 1月5日 - 森垣武彦、日本の元プロボクサー、ボクシングマネージャー・トレーナー、大星森垣スポーツジム会長（* 1932年?）[92]
- 1月5日 - 貝沼次郎、日本の政治家、元衆議院議員【公明党・新進党所属】（* 1933年）[93]
- 1月5日 - 福島清三、日本の教育者、土佐塾グループ創業者（* 1934年）[94]
- 1月5日 - 黄斉陶（中国語版）、中華人民共和国の原子力技術者、官僚、政治家、元国家核安全局（中国語版）局長、元国家科学技術委員会（中国語版）副主任、元核工業部（中国語版）副部長、元中国核工業総公司（中国語版）副総経理、元全国政治協商会議委員（* 1934年）[95]
- 1月5日 - 王正国（中国語版）、中華人民共和国の外科学者、外傷学・弾道学研究者、中国人民解放軍陸軍軍医大学陸軍特色医学センター研究員（* 1935年）[96]
- 1月5日 - アル・マクニール（英語版）、カナダの元プロアイスホッケー選手、指導者（* 1935年）[97]
- 1月5日 - 李恢成、日本、大韓民国の小説家（* 1935年）[98]
- 1月5日 - 大本恭敬、日本のヴォイストレーナー（* 1935年）[99]
- 1月5日 - コスタス・シミティス、ギリシャの政治家、元首相・産業エネルギー研究技術相・貿易相・教育宗教相・経済相・農業相、元ギリシャ議会議員、元全ギリシャ社会主義運動党首（* 1936年）[100]
- 1月5日 - フアン・マヌエル・ビジャ（英語版、スペイン語版）、スペインの元サッカー選手、元同国代表（* 1938年）[101]
- 1月5日 - 田端正広、日本の政治家、元衆議院議員【公明党・新進党・新党平和所属】（* 1940年）[102]
- 1月5日 - 三間圀興（英語版）、日本のプラズマ工学者、レーザー科学者、大阪大学名誉教授（* 1945年）[103]
- 1月5日 - 紺野靖幸、日本の教育者、元東灘高等学校校長（* 1945年?）[104]
- 1月5日 - アンヌ＝マリー・コンパリーニ（英語版、フランス語版）、フランスの政治家、元国民議会議員、元ローヌ＝アルプ地域圏議会議員・議長、元リヨン副市長（* 1947年）[105]
- 1月5日 - ロベルト・ヒュプナー、ドイツのチェスプレーヤー、パピルス学者、チェス史研究者、グランドマスター（* 1948年）[106]
- 1月5日 - 伊禮吉信、日本の文化人、諸見民芸館館長（* 1948年?）[107]
- 1月5日（訃報発表日） - マリア・エウリディセ・パラモ（英語版、スペイン語版）、コロンビアの古生物学者、ホセ・ロヨ・イ・ゴメス国立地質博物館（スペイン語版）館長、元コロンビア国立大学教員（* 1963年）[108]
- 1月5日 - パク・スンヒョン、大韓民国のYouTuber、ボディビルダー（* 1990年）[109]
- 1月5日（訃報発表日） - ザ・ヴィヴィアン（英語版）（ジェームズ・リー・ウィリアムズ）、イギリスのドラッグクイーン（* 1992年）[110]
- 1月5日 - 井上正、日本のアイリッシュ・パンクのミュージシャン、「16TONS」のメンバー（* 生年不明）[111]
- 1月6日 - 尹冑栄（朝鮮語版）、大韓民国のジャーナリスト、外交官、写真家、政治家、元文化公報部長官・無任所長官、元大統領公報首席秘書官、元国会議員、元駐チリ大使、元中央大学校教授（* 1928年）[112]
- 1月6日 - 山本正三、日本の地理学者、筑波大学名誉教授（* 1928年）[113]
- 1月6日 - 梅沢健三、日本の政治家、元北海道千歳市長（* 1933年）[114]
- 1月6日 - ロバート・ポール・ウルフ（英語版）、アメリカ合衆国の政治哲学者、マサチューセッツ大学アマースト校名誉教授、元シカゴ大学・コロンビア大学教員（* 1933年）[115]
- 1月6日 - ドゥシャン・マラヴィッチ（英語版、セルビア語版）、ユーゴスラビア、セルビアの元サッカー選手、元ユーゴスラビア代表、1960年オリンピック金メダリスト（* 1939年）[116]
- 1月6日 - 金重泰（朝鮮語版）、大韓民国の学生運動家、政治活動家、元新民党運営委員（* 1940年）[117]
- 1月6日 - 上田琢巳、日本のジャーナリスト、競馬コラムニスト（* 1941年?）[118]
- 1月6日 - ヘンリー・エマン（英語版、オランダ語版、パピアメント語版）、アルバの政治家、元首相（英語版）（* 1948年）[119]
- 1月6日 - パンヤー・クリットチャルーン（英語版、タイ語版）、タイのカトリック教会の聖職者、元ラーチャブリー教区司教（* 1949年）[120]
- 1月6日 - 岩元一明、日本の実業家、元丸文副社長（* 1954年?）[121]
- 1月6日 - 島田政志、日本の政治家、上富良野町議会議員（* 1957年?）[122]
- 1月6日 - ギュンター・べフリ（ドイツ語版）、ドイツの古生物学者、キュレーター（* 1963年）[123]
- 1月6日 - ブライアン・マティス、アメリカ合衆国の元プロ野球選手（* 1987年）[124]
- 1月7日 - ジャン＝マリー・ル・ペン、フランスの政治家、元欧州議会議員、元国民議会議員、元プロヴァンス＝アルプ＝コート・ダジュール地域圏議会・イル＝ド＝フランス地域圏議会議員、元パリ市議会議員、元国民戦線党首（* 1928年）[125]
- 1月7日 - 吉岡幸雄、日本の被爆者、元広島被爆者団体連絡会議事務局長（* 1929年）[126]
- 1月7日 - アイラ・エルドゥラン（英語版、トルコ語版）、トルコのヴァイオリニスト、音楽教育者（* 1934年）[127]
- 1月7日 - ジル・ドルー（フランス語版）、フランスの歌手（* 1934年）[128]
- 1月7日 - ピーター・ヤロー、アメリカ合衆国のシンガーソングライター、元「ピーター・ポール&マリー」のメンバー（* 1938年）[129]
- 1月7日 - 汐澤安彦、日本の指揮者、東京音楽大学名誉教授、東京吹奏楽団名誉指揮者（* 1938年）[130]
- 1月7日 - 大谷順彦、日本の理論経済学者、筑波大学名誉教授（* 1938年）[131]
- 1月7日 - 林惺嶽（中国語版）、中華民国（台湾）の画家、美術史家、美術教育者、キュレーター（* 1939年）[132]
- 1月7日 - 山根義久、日本の獣医師、元日本獣医師会会長（* 1943年）[133]
- 1月7日 - 佐久間清治、日本の政治家、元千葉県富津市長、元富津市議会議員（* 1945年）[134]
- 1月7日 - チャン・スアン・ティエウ（英語版、ベトナム語版）、ベトナムのカトリック教会の聖職者、元ロンスエン教区司教（* 1945年）[135]
- 1月7日 - 大谷和彦、日本の実業家、テーオーシー会長、ニューオータニ社長（* 1946年）[136]
- 1月7日 - 徐勝二、日本の中華料理のコック、実業家、元杭州飯店社長（* 1946年）[137]
- 1月7日 - 鄭余鎮（中国語版）、中華民国（台湾）の政治家、元立法委員、元新荘市長（* 1946年）[138]
- 1月7日 - リム・キムヤ（英語版）、カンボジア、フランスの政治家、元カンボジア議会議員（* 1951年?）[139]
- 1月7日 - ワルテル・マルトス（英語版、スペイン語版）、ペルーの陸軍軍人、政治家、ペルー陸軍少将、元閣僚評議会議長・防衛相（* 1957年）[140]
- 1月7日 - 八木沢克昌、日本のボランティア、シャンティ国際ボランティア会理事（* 1958年）[141]
- 1月7日 - デオグラシアス・ヴィクター・サヴェリャーノ（英語版）、フィリピンの政治家、元代議院議員・副議長、元南イロコス州知事・副知事、元南イロコス州議会議員、元カブガオ（英語版）副市長（* 1959年）[142]
- 1月7日 - 名波義昭、日本の実業家、建設技術研究所副社長（* 1959年?）[143]
- 1月7日 - ペティヤ・ペンダレワ（英語版、ブルガリア語版）、ブルガリアの元短距離走選手（* 1971年）[144]
- 1月7日 - ユ・ホハン（朝鮮語版）、大韓民国の声優（* 1972年）[145]
- 1月7日 - イ・ヒチョル、大韓民国のYouTuber（* 1985年）[146]
- 1月8日 - 呉廬生（中国語版）、中華人民共和国の建築家、同済大学教授（* 1930年）[147]
- 1月8日 - チャールズ・ケイ（英語版）、イギリスの俳優（* 1930年）[148]
- 1月8日 - ガブリエル・ド・ブロイ（英語版、フランス語版）、フランスの法学者、歴史学者、元フランス学士院総裁（* 1931年）[149][150]
- 1月8日 - シェル＝オロフ・フェルト（英語版、スウェーデン語版）、スウェーデンの政治家、元財政相・予算相・貿易産業相、元リクスダーゲン議員（* 1931年）[151]
- 1月8日 - クヌッド・ヘイネセン（英語版、デンマーク語版）、デンマークの実業家、教育者、政治家、元公共事業相・財政相・予算相・教育相、元フォルケティング議員、元コペンハーゲン空港公団最高経営責任者、元TDC取締役（* 1932年）[152]
- 1月8日 - 森司朗、日本の政治家、元長野県議会議員・副議長（* 1933年?）[153]
- 1月8日（訃報発表日） - ファビオ・クディチーニ、イタリアの元プロサッカー選手（* 1935年）[154]
- 1月8日 - マンクラ・スワンナ・プーマ（英語版）、ラオスの王族（* 1938年）[155]
- 1月8日（訃報発表日） - マウロ・モランディ（英語版）、イタリアの隠者（* 1939年?）[156]
- 1月8日 - ルドルフ・ドレスラー（英語版、ドイツ語版）、ドイツの外交官、政治家、元連邦議会議員【社会民主党所属】、元駐イスラエル大使（* 1940年）[157]
- 1月8日 - 山田和弘、日本の教育者、元釧路市教育長（* 1942年?）[158]
- 1月8日 - 内潟慶三、日本の能楽師、森田流笛方、重要無形文化財保持者（* 1947年）[159]
- 1月8日 - 林正峰（中国語版）、中華民国（台湾）の政治家、元立法委員、元桃園市議会・桃園県議会議員、元亀山郷長、元亀山郷議会議員（* 1949年）[160]
- 1月8日 - マルク・ミシェツ（英語版、フランス語版、オランダ語版）、ベルギーの漫画家（* 1951年）[161]
- 1月8日 - プリーティッシュ・ナンディー（英語版、ヒンディー語版）、インドの詩人、映画製作者、作家、画家、ジャーナリスト、タレント、動物の権利活動家、政治家、元ラージヤ・サバー議員（* 1951年）[162]
- 1月8日 - 新川博、日本の作曲家、編曲家（* 1955年）[163]
- 1月8日 - 金田一健、日本の雑誌編集者、元コミックビーム編集長（* 1963年または1964年）[164][165]
- 1月9日 - フィリス・ダルトン（英語版）、イギリスの衣装デザイナー（* 1925年）[166]
- 1月9日 - 鹿野昭一、日本の実業家、元日本製鋼所取締役・室蘭製作所所長（* 1928年?）[167]
- 1月9日 - オットー・シェンク、オーストリアのオペラの舞台監督、俳優（* 1930年）[168]
- 1月9日 - 元翊煥、大韓民国の環境学者、元陸軍士官学校教授（* 1931年）[169]
- 1月9日 - ビル・バージ（英語版）、アメリカ合衆国の俳優（* 1932年）[170]
- 1月9日 - 鷲見弘明、日本の僧侶、元乾坤院・泰増寺住職、元日泰寺代表役員・専門僧堂堂長（* 1933年）[171]
- 1月9日 - 伊藤雄二、日本の数学者、確率論研究者、慶応義塾大学名誉教授（* 1935年?）[172]
- 1月9日 - 三井環、日本の検察官、元大阪高等検察庁公安部長、元高知地方検察庁・高松地方検察庁次席検事（* 1944年）[173]
- 1月9日（訃報発表日） - マヌエル・エルキン・パタロージョ（英語版、スペイン語版）、コロンビアの免疫学者、コロンビア国立大学教授、ポゴタ・サン・フアン・デ・ディオス病院（英語版）免疫学研究所所長、元ロックフェラー大学・ストックホルム大学准教授（* 1946年）[174]
- 1月9日 - ブラック・バート（リチャード・ハリス）、アメリカ合衆国の元プロレスラー（* 1948年）[175]
- 1月9日 - マーガレット・ババ・ディリ（英語版、ガンダ語版）、ウガンダの教員、政治家、元国会議員（* 1954年）[176]
- 1月9日 - MAYA MAXX、日本の画家（* 1961年）[177]
- 1月9日 - 山峰潤也、日本のキュレーター、プロデューサー、NYAW最高経営責任者（* 1983年）[178]
- 1月9日 - ムハンマド・セギリニャ（英語版、ガンダ語版）、ウガンダの政治家、国会議員（* 1988年）[179]
- 1月9日 - てらかわよしこ、日本の漫画家（* 生年不明）[180]
- 1月10日（訃報発表日） - ロジェ・ルブランシュ（英語版、フランス語版）、フランスのレジスタンス運動家、元ローイング競技選手（* 1922年）[181]
- 1月10日（訃報発表日） - フランソワーズ・ショエ（英語版、フランス語版）、フランスの建築史家、都市史家、都市理論家、ソルボンヌ大学・社会科学高等研究院教授（* 1925年）[182]
- 1月10日 - 堀場清子、日本の詩人、女性史研究家（* 1930年）[183]
- 1月10日 - 奥谷喬司、日本の動物学者、貝類研究者、東京水産大学名誉教授、元日本大学教授、元国立科学博物館動物研究所研究室長（* 1931年）[184]
- 1月10日 - 津村建四朗（wikidata）、日本の地震学者、元地震調査委員会委員長、元気象庁地震火山部長（* 1933年）[185]
- 1月10日 - フェリックス・マンティラ（英語版、スペイン語版）、プエルトリコの元プロ野球選手【ミルウォーキー・ブレーブス所属】（* 1934年）[186]
- 1月10日 - サム・ムーア、アメリカ合衆国の歌手、元「サム&デイヴ」のメンバー（* 1935年）[187]
- 1月10日 - ロンギン・パストゥシャク（英語版、ポーランド語版）、ポーランドの歴史学者、政治学者、政治家、元上院議員・議長、元下院議員、元ポーランド国際関係研究所（英語版）教授（* 1935年）[188]
- 1月10日（訃報発表日） - スタニスラフ・クラソヴィツキー（英語版、ロシア語版）、ソビエト連邦、ロシアの詩人、翻訳家、ロシア正教会の司祭、宗教評論家（* 1935年）[189]
- 1月10日 - テルマ・ホプキンス（英語版）、イギリスの元走高跳・走幅跳・フィールドホッケー選手、元ホッケー女子アイルランド代表（英語版）、1956年オリンピック銀メダリスト（* 1936年）[190]
- 1月10日 - 前田幸雄、日本の実業家、元栗本鉄工所社長（* 1938年?）[191]
- 1月10日 - 金洙鎮（朝鮮語版）、大韓民国の環境鉱物学者、ソウル大学校名誉教授（* 1939年）[192]
- 1月10日 - 相崎由松、日本のジャーナリスト、実業家、元産経新聞社専務取締役・副社長、元長野放送社長（* 1939年）[193]
- 1月10日 - ネルソン・シルバ・パチェコ（英語版、スペイン語版）、ウルグアイ出身のコロンビアの元プロサッカー選手、元コロンビア代表（* 1946年）[194]
- 1月10日 - コリン・カーター（英語版）、イギリスのボーカリスト、元「フラッシュ」のメンバー（* 1948年?）[195]
- 1月10日 - 板倉克子、日本の翻訳家、作家（* 1962年）[196]
- 1月10日（訃報発表日） - エフゲニヤ・ドブロヴォリスカヤ（英語版、ロシア語版）、ソビエト連邦、ロシアの女優（* 1964年）[197]
- 1月10日 - 佐野成宏、日本のテノール、オペラ歌手、東京音楽大学教員（* 1965年）[198]
- 1月10日 - 邵家臻（英語版、中国語版）、香港のソーシャルワーカー、人権活動家、政治家、元立法会議員（* 1969年）[199]
- 1月10日（訃報発表日） - 森脇正算、日本の政治家、元兵庫県千種町長（* 生年不明）[200]
- 1月10日 - 土屋直、日本の政治家、元山梨県議会議員・議長（* 生年不明）[201]
- 1月11日 - 三浦洸一、日本の歌手（* 1928年）[202]
- 1月11日 - 邱大洪（中国語版）、中華人民共和国の海岸工学者、海洋工学者、大連理工大学教授、元全国政治協商会議常務委員会委員、元九三学社中央委員会委員（* 1930年）[203]
- 1月11日 - 山田為志、日本の実業家、元矢作建設工業取締役（* 1932年）[204]
- 1月11日 - ビル・デイリー（英語版）、アメリカ合衆国の元プロ野球選手（* 1935年）[205]
- 1月11日 - ボビー・ケネディ（英語版）、イギリスの元プロサッカー選手、指導者（* 1937年）[206]
- 1月11日 - 納健、日本の画家、彫刻家（* 1937年?）[207]
- 1月11日 - フェレイドゥーン・シャフバージヤーン（英語版、ペルシア語版）、イランの作曲家、ミュージシャン、指揮者（* 1942年）[208]
- 1月11日 - 宇都宮和子、日本の介護福祉士、日本キングス・ガーデン理事長、元茨城県介護福祉士会会長、元常磐大学・東京基督教大学講師（* 1944年）[209]
- 1月11日 - 大久保博、日本の政治家、元千葉県市川市長（* 1949年）[210]
- 1月11日 - マーティ・デメリット（英語版）、アメリカ合衆国の元プロ野球選手、指導者（* 1953年）[211]
- 1月11日（訃報発表日） - ティニ・ロイス（英語版、オランダ語版）、オランダの元プロサッカー選手、指導者（* 1957年）[212]
- 1月11日 - イ・ユニ、大韓民国の俳優（* 1960年）[213]
- 1月11日 - 小金澤健司、日本の実業家、北海道観光機構会長、アイティコミュニケーションズ・北海道マーケティング総研・クール北海道創業者（* 1960年）[214]
- 1月12日 - 森政弘、日本のロボット工学者、東京工業大学名誉教授、ロボットコンテスト創始者（* 1927年）[215]
- 1月12日 - 池内淳、日本の教育者、元東播工業高等学校校長（* 1931年?）[216]
- 1月12日 - 南邦和、日本の詩人（* 1933年）[217]
- 1月12日 - 宮田満雄、日本のアメリカ文学者、関西学院大学名誉教授、元学校法人関西学院院長（* 1933年）[218]
- 1月12日 - クロード・ジャーマン・ジュニア（英語版）、アメリカ合衆国の俳優、映画プロデューサー、元サンフランシスコ国際映画祭エグゼクティブディレクター（* 1934年）[219]
- 1月12日 - 伊藤彬、日本の実業家、政治家、元岩手県北上市長、元北上青年会議所理事長、元北上市教育委員長、元北上商工会議所会頭（* 1939年）[220]
- 1月12日 - ピーター・ブラウン（英語版）、イギリスの元ラグビーユニオン選手、元スコットランド代表（* 1941年）[221]
- 1月12日 - イサイアス・ロドリゲス（英語版、スペイン語版）、ベネズエラの検察官、外交官、政治家、元副大統領、元制憲議会（英語版）第二副議長、元検事総長、元元老院（英語版）議員、元駐イタリア大使（* 1942年）[222]
- 1月12日 - 對馬忠雄、日本の教育者、元青森県カーリング協会会長、元青森市教育委員長（* 1944年?）[223]
- 1月12日 - レスリー・チャールソン（英語版）、アメリカ合衆国の女優（* 1945年）[224]
- 1月12日 - マーク・イズ（英語版）、アメリカ合衆国のベーシスト、作曲家（* 1954年）[225]
- 1月12日 - アルベルト・コッラ、イタリアの作曲家（* 1968年）[226]
- 1月13日 - 小島章伸、日本の実業家、元QUICK社長、元日本経済新聞社取締役（* 1928年?）[227]
- 1月13日 - ポール・ベナセラフ、フランス出身のアメリカ合衆国の数学哲学者、プリンストン大学名誉教授（* 1930年）[228]
- 1月13日 - 宮平宗輔、日本の政治家、元西原町議会議員・議長（* 1931年?）[229]
- 1月13日 - 山田火砂子、日本の映画監督、現代ぷろだくしょん社長（* 1932年）[230]
- 1月13日 - 坂口望、日本の実業家、元日経スタッフ専務（* 1933年?）[231]
- 1月13日 - トニー・ブック（英語版）、イギリスの元プロサッカー選手、指導者（* 1934年）[232]
- 1月13日（訃報発表日） - エルガー・ハワース、イギリスの金管楽器演奏者、指揮者、作曲家、音楽教育者（* 1935年）[233]
- 1月13日 - 井出欣冶、日本の実業家、元フジタ副社長（* 1936年?）[234]
- 1月13日 - ベルント・クルマン（英語版、ドイツ語版）、ドイツの宝石彫刻師、元短距離走選手、1960年オリンピック金メダリスト（* 1939年）[235]
- 1月13日 - トニー・グレシャム（英語版）、オーストラリアのアマチュアゴルファー（* 1940年）[236]
- 1月13日 - オリヴィエロ・トスカーニ、イタリアの写真家（* 1942年）[237]
- 1月13日 - クエンティン・デイヴィス（英語版）、イギリスの政治家、元庶民院・貴族院議員（* 1944年）[238]
- 1月13日 - 津田英治、日本のナレーター（* 1948年）[239]
- 1月13日 - 林康雄、日本の実業家、鉄建建設会長（* 1952年）[240]
- 1月13日 - 亀川雅裕、日本の政治家、浦添市議会議員（* 1952年?）[241]
- 1月13日 - ミハイロ・ステリマフ（英語版、ウクライナ語版）、ソビエト連邦、ウクライナの元サッカー選手、指導者（* 1966年）[242]
- 1月13日 - 松本幸祐、日本の競馬騎手【兵庫県競馬組合所属】（* 1981年）[243]
- 1月14日 - イルムガルト・フルフナー（英語版、ドイツ語版）、ドイツの戦争犯罪者、元シュトゥットホーフ強制収容所職員（* 1925年）[244]
- 1月14日 - フリオ・コロンボ（英語版、イタリア語版）、イタリアのジャーナリスト、コラムニスト、編集者、作家、政治家、元代議院・元老院議員、元ウニタ編集長、元コロンビア大学教員、元在ニューヨークイタリア文化会館館長（* 1931年）[245]
- 1月14日 - 陳清波、台湾出身の日本のプロゴルファー（* 1931年）[246]
- 1月14日 - トム・サーモン（英語版）、アメリカ合衆国の裁判官、弁護士、政治家、元バーモント州知事、元バーモント州議会下院（英語版）議員、元ロッキンガム（英語版）町議会議員、元バーモント大学学長（* 1932年）[247]
- 1月14日 - 高山茂、日本の実業家、元長野日報社社長（* 1935年?）[248]
- 1月14日（訃報発表日） - テディ・オセイ（英語版）、ガーナのミュージシャン、サクソフォニスト、「オシビサ」のメンバー（* 1937年）[249]
- 1月14日（訃報発表日） - イサク・ハレヴァ（英語版、トルコ語版、ラジノ語版）、トルコのラビ、ハハム・バシュ（英語版）（* 1940年）[250]
- 1月14日 - ベネディト・デ・リラ（英語版、ポルトガル語版）、ブラジルの政治家、バラ・デ・サン・ミゲル（英語版）市長、元上院（英語版）・下院議員、元アラゴアス州議会議員、元マセイオ市議会・リモエイロデアナディア（英語版）市議会議員（* 1942年）[251]
- 1月14日 - ハインツ・クリュートマイヤー（英語版、ドイツ語版）、ドイツ出身のアメリカ合衆国のスポーツ写真家、報道写真家（* 1942年?）[252]
- 1月14日 - 関根俊二、日本の医師、浪江町国民健康保険仮設津島診療所所長（* 1942年?）[253]
- 1月14日 - 佐藤一宇、日本の政治家、元新潟県笹神村長、元阿賀野市副市長（* 1943年?）[254]
- 1月14日 - 西園寺章雄、日本の俳優（* 1947年）[255]
- 1月14日 - ラディスラフ・フチコ（英語版、チェコ語版）、チェコスロバキア、スロバキア、チェコの東方典礼カトリック教会の聖職者、神学者、ルテニア教会（英語版）チェコ共和国東方典礼使徒座代理区長、ホレア名義司教、元クロアチア教会（英語版）クリジェヴツィ（英語版）東方典礼教区司教（* 1948年）[256]
- 1月14日 - ユルゲン・グラフ（英語版、ドイツ語版）、スイスの作家、教員、ホロコースト否認論者（* 1951年）[257]
- 1月14日 - 鶴屋紅子（渡邊千鶴）、日本の女優（* 1958年）[258]
- 1月14日 - トニー・スラッタリー（英語版）、イギリスの俳優、コメディアン（* 1959年）[259]
- 1月14日（遺体発見日） - ダグ・シャピロ（英語版）、アメリカ合衆国の実業家、自転車事故コンサルタント、元ロードサイクリスト（* 1959年）[260]
- 1月14日 - 矢延隆生、日本のテレビプロデューサー、実業家、フジテレビ専務取締役（* 1964年）[261]
- 1月15日 - トミー・ブラウン（英語版）、アメリカ合衆国の元プロ野球選手（* 1927年）[262]
- 1月15日 - アンナ・マリア・アッケルマン（英語版、イタリア語版）、イタリアの女優（* 1932年）[263]
- 1月15日 - 菊地慶一、日本の文筆家（* 1932年）[264]
- 1月15日 - 太田一也、日本の火山学者、九州大学名誉教授、元九州大学島原地震火山観測所所長（* 1934年）[265]
- 1月15日 - 野崎昭弘、日本の計算数学者、情報科学者、大妻女子大学名誉教授（* 1936年）[172]
- 1月15日 - 李魁賢（中国語版）、中華民国（台湾）の詩人、文学評論家、翻訳家（* 1937年）[266]
- 1月15日 - メルバ・モンゴメリー（英語版）、アメリカ合衆国のカントリー・ミュージックの歌手（* 1938年）[267]
- 1月15日 - ジャノー・シュワルツ、フランス、アメリカ合衆国の映画監督（* 1939年）[268]
- 1月15日 - ロスニー・スマルト（英語版、フランス語版、ハイチ語版）、ハイチの農学者、政治家、元首相、元チリ農業開発研究所（英語版）所長、元チャピンゴ自治大学（英語版）教授（* 1940年）[269]
- 1月15日 - デイヴィッド・リンチ、アメリカ合衆国の映画監督、俳優（* 1946年）[270]
- 1月15日 - イ・ジェミョン（朝鮮語版）、大韓民国の声優、俳優（* 1946年）[271]
- 1月15日 - 奥田清美、日本の消防組合幹部、元南渡島消防事務組合消防長（* 1946年?）[272]
- 1月15日 - 辻村豊、日本の政治家、元釧路町議会議員・副議長（* 1946年?）[273]
- 1月15日 - ウィリー・ネヴェン（オランダ語版）、ベルギーの政治家、元ハーレン（英語版）市長、元リンブルフ州副知事、元ハーレン市議会・リンブルフ州議会議員（* 1948年）[274]
- 1月15日 - ガス・ウィリアムズ、アメリカ合衆国の元プロバスケットボール選手（* 1953年）[275]
- 1月15日 - 陽祖耀（中国語版）、中華人民共和国の政治家、元全国人民代表大会代表、元湘潭市人民代表大会常務委員会主任・副市長、元中国共産党湘潭市委員会常務委員・湘郷市委員会書記、元湘郷市長（* 1955年）[276]
- 1月15日 - リンダ・ノーラン（英語版）、アイルランド出身のイギリスの歌手、「ノーランズ」の元メンバー（* 1959年）[277]
- 1月15日 - 鈴木茂幸、日本の実業家、元日本精工取締役（* 1959年?）[278]
- 1月15日（訃報発表日） - 藤原正武、日本の教育者、元兵庫工業高等学校校長（* 生年不明）[279]

## 16日 - 31日

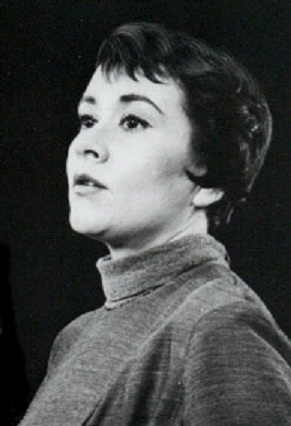
ジョーン・プロウライト／1月16日没

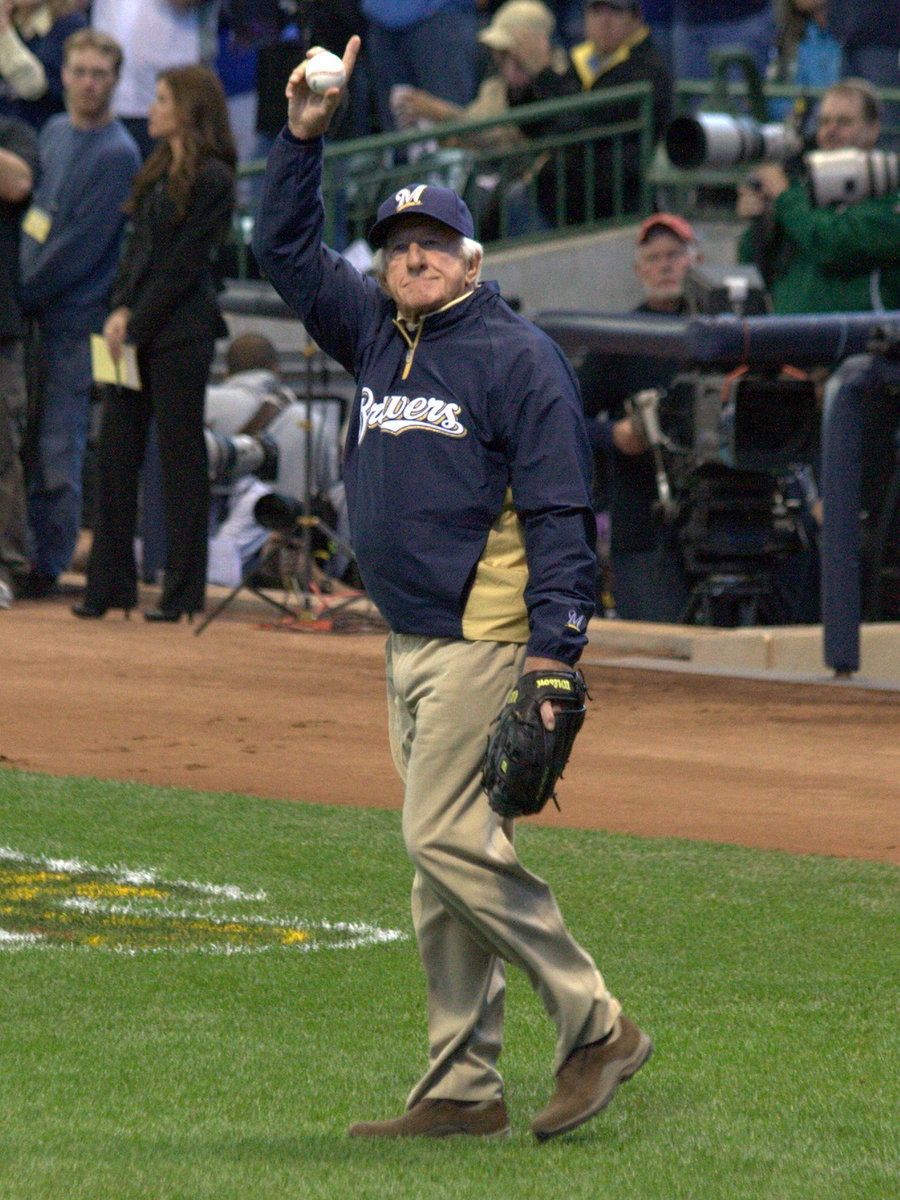
ボブ・ユッカー／1月16日没

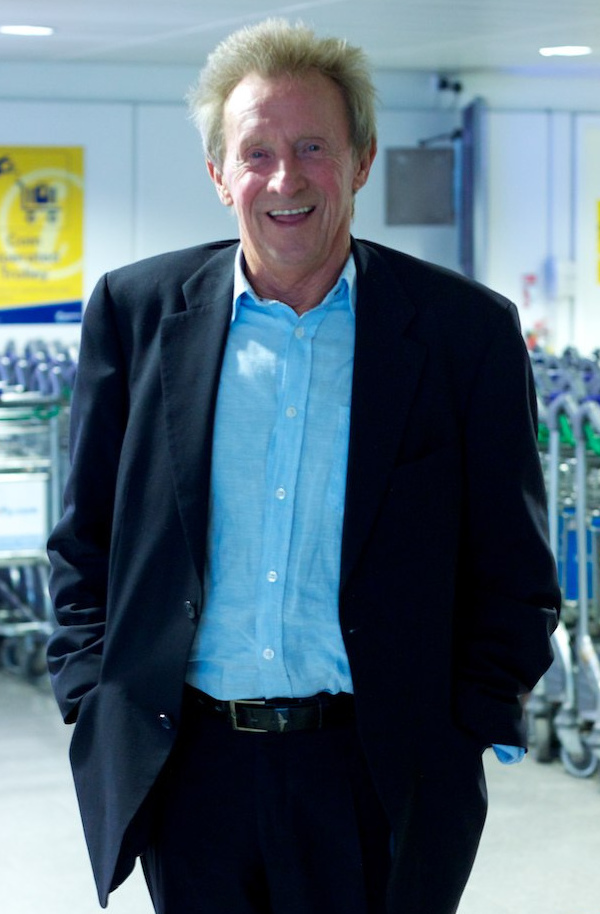
デニス・ロー／1月17日没（訃報発表日）

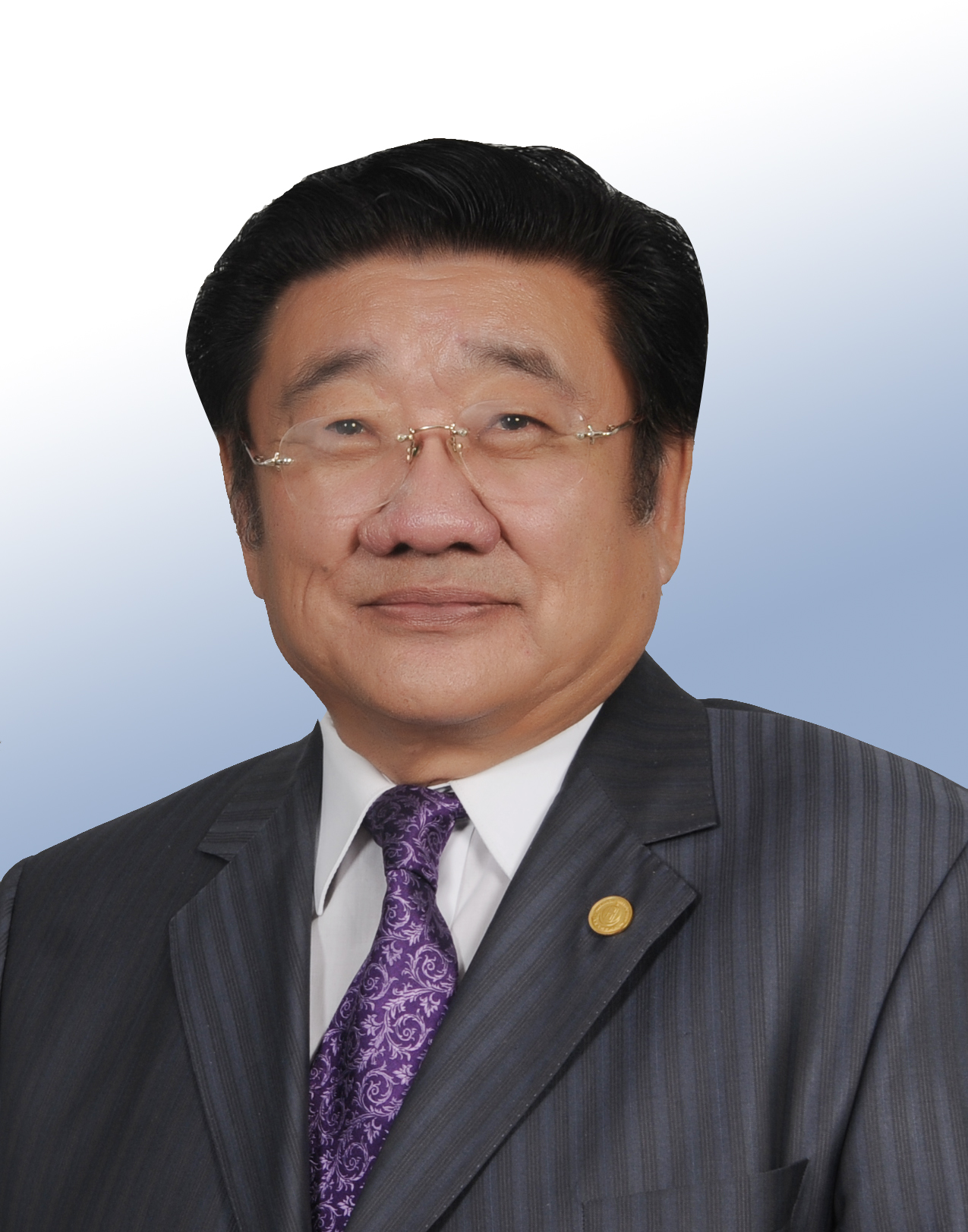
ポンサルマーギーン・オチルバト／1月17日没

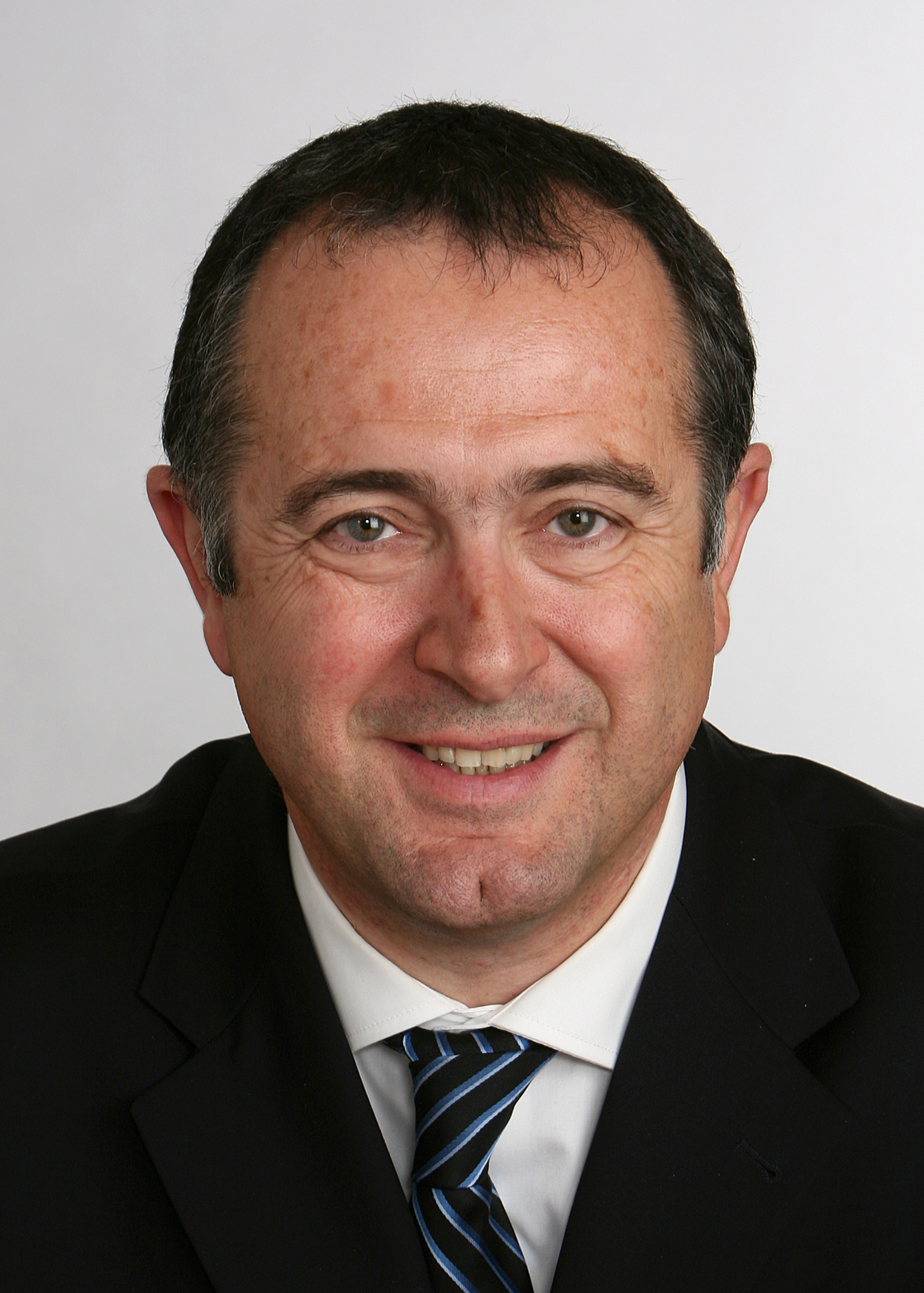
ディディエ・ギヨーム／1月17日没

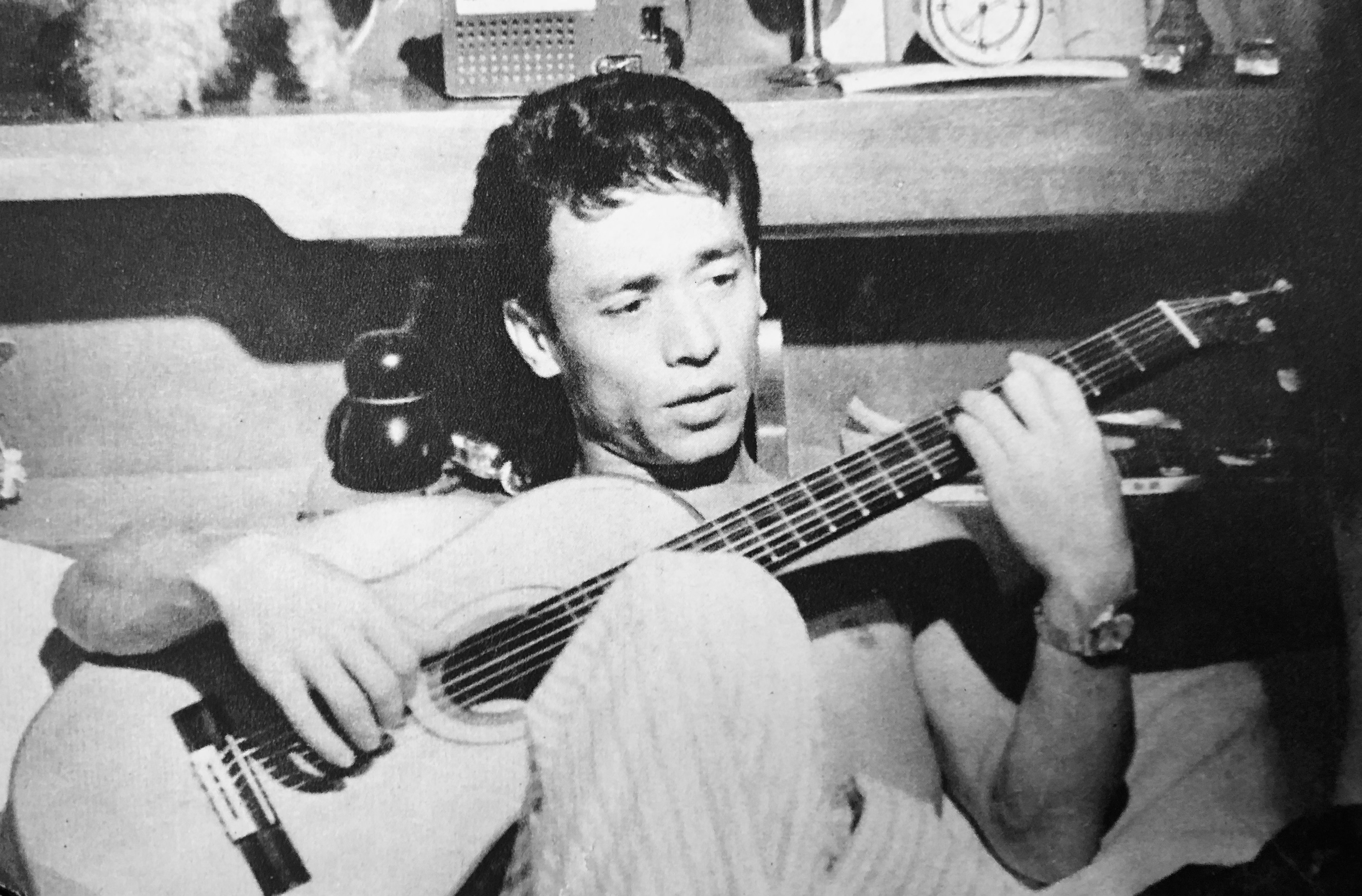
アイ・ジョージ／1月18日没

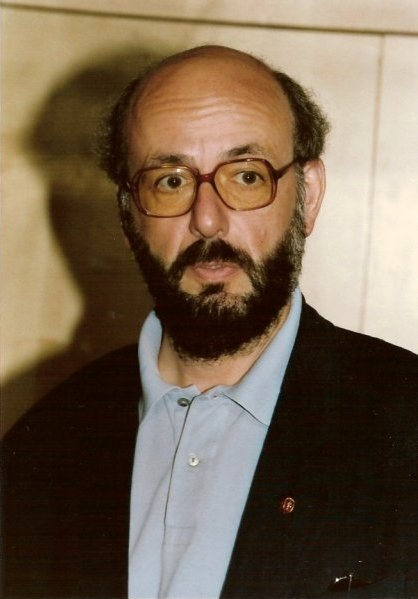
ベルトラン・ブリエ／1月20日没

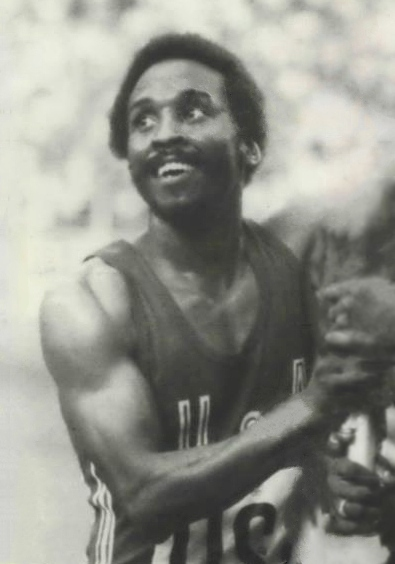
フレッド・ニューハウス／1月20日没

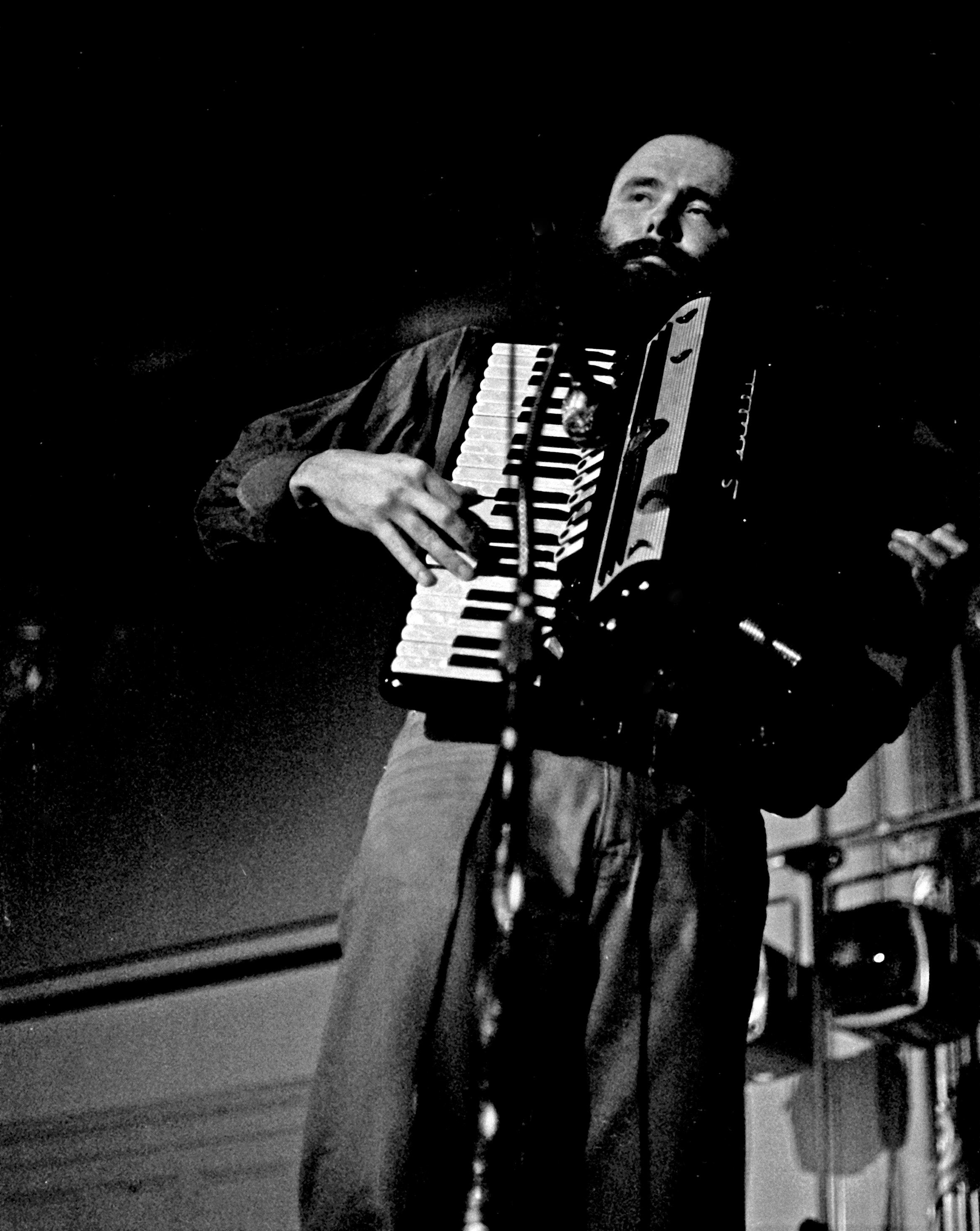
ガース・ハドソン／1月21日没

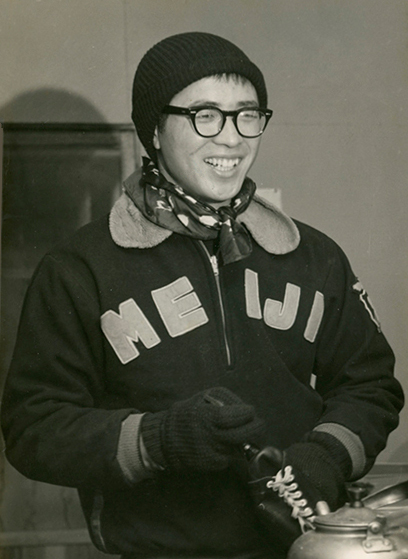
鈴木恵一／1月21日没

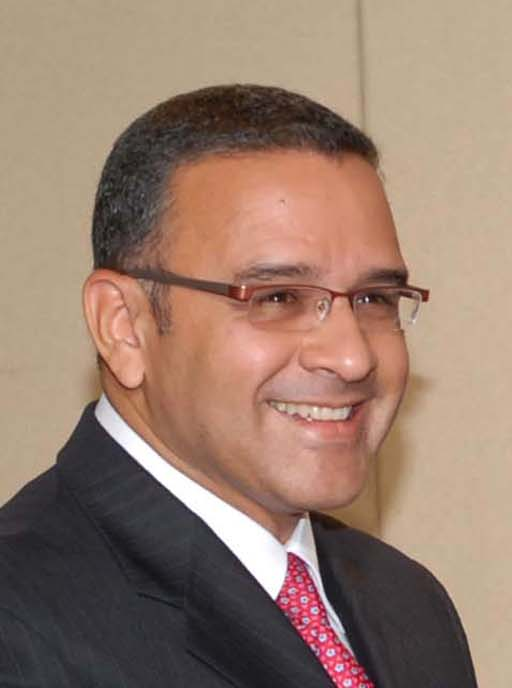
マウリシオ・フネス／1月21日没

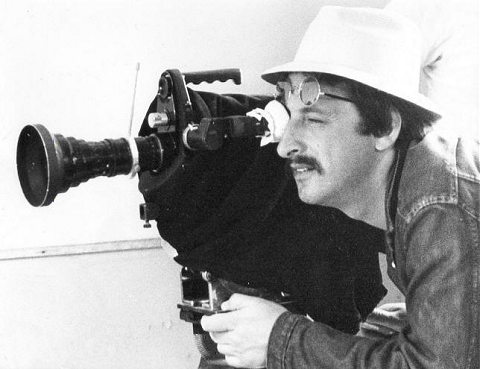
セルジョ・バッツィーニ／1月22日没

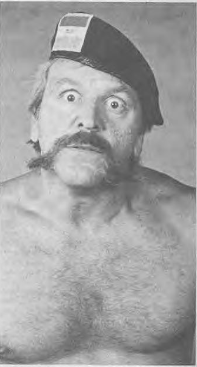
カーネル・デビアーズ／1月22日没

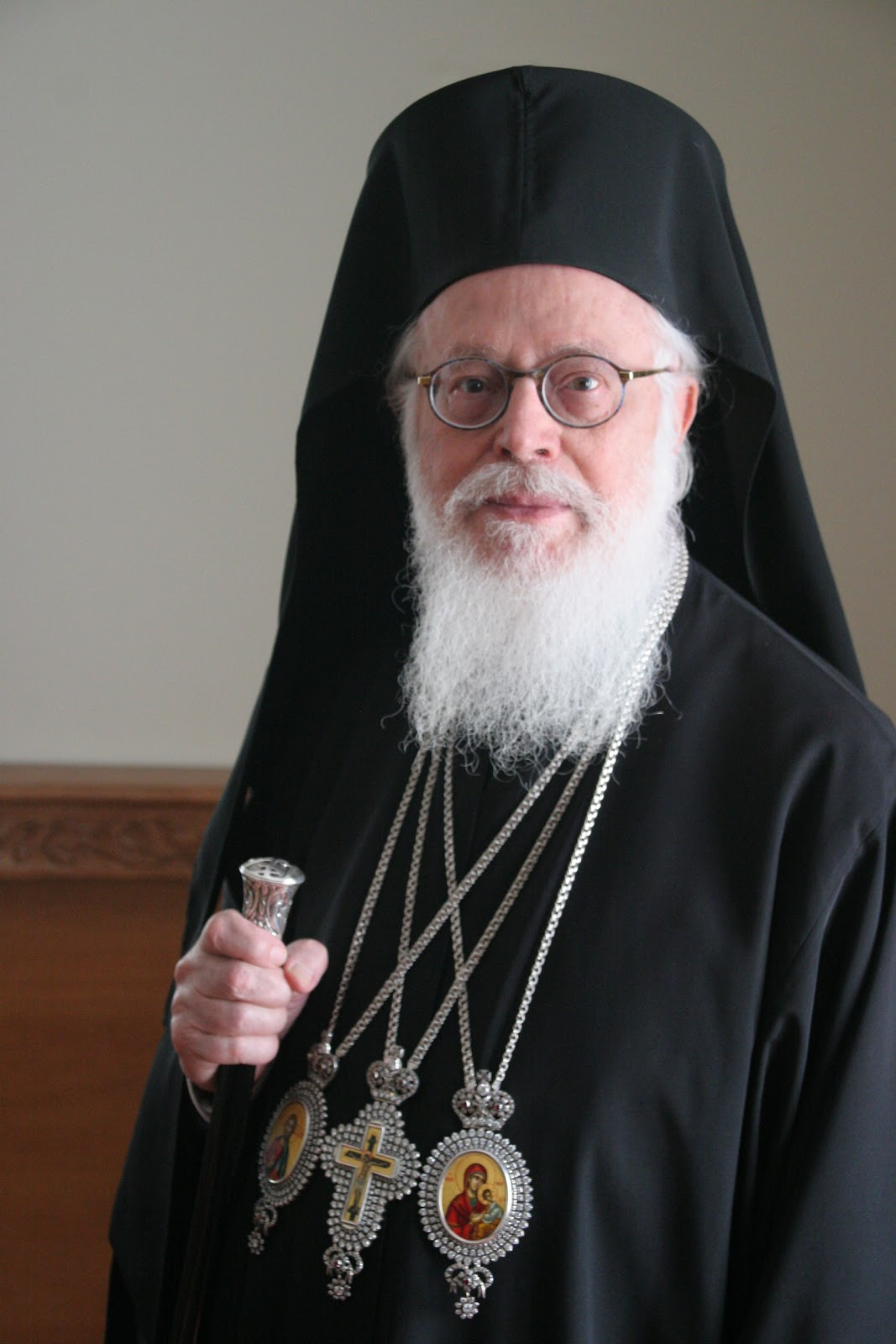
アナスタシオス／1月25日没

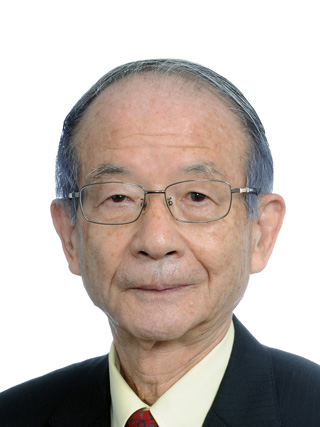
野中郁次郎／1月25日没

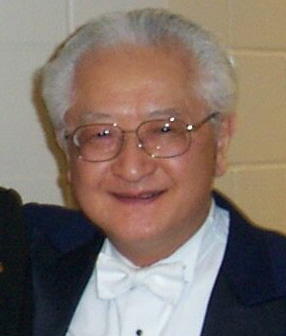
秋山和慶／1月26日没

東川裕／1月27日没

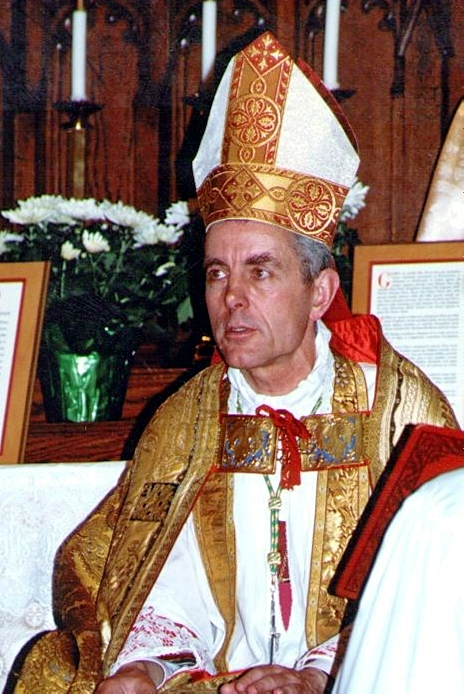
リチャード・ウィリアムソン／1月29日没

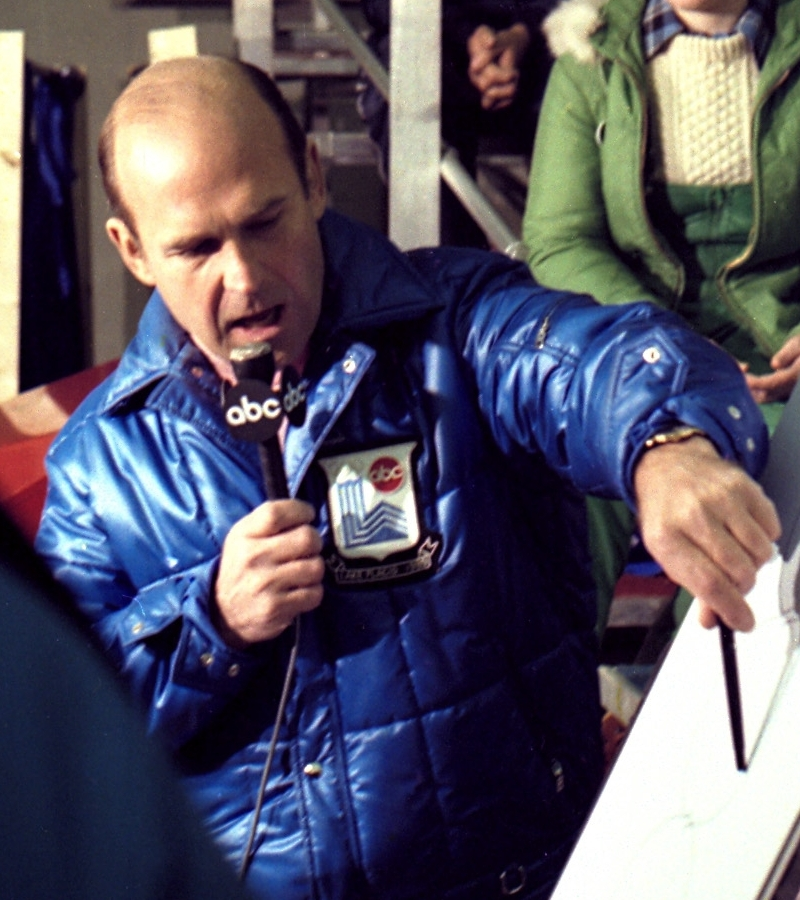
ディック・バトン／1月30日没

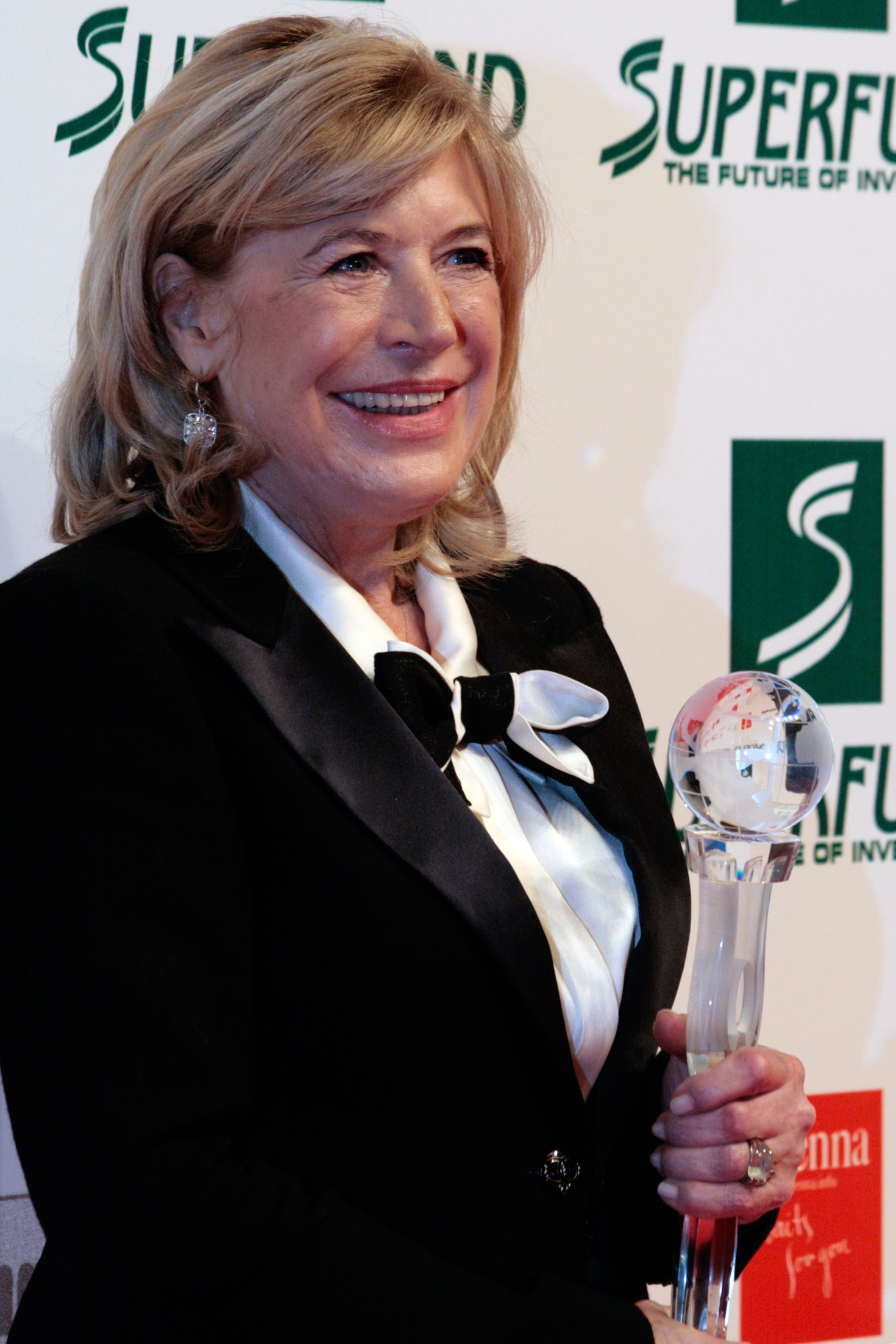
マリアンヌ・フェイスフル／1月30日没

- 1月16日 - ジョーン・プロウライト、イギリスの女優（* 1929年）[280]
- 1月16日（訃報発表日） - ジャック・ギッテ（英語版、フランス語版）、フランスの元フェンシング選手、1964年オリンピック銅メダリスト（* 1930年）[281]
- 1月16日 - 久保田圭司、日本の脚本家（* 1932年?）[282]
- 1月16日 - ボブ・ユッカー、アメリカ合衆国のアナウンサー、スポーツキャスター、スポーツ解説者、俳優、元プロ野球選手（* 1934年）[283]
- 1月16日 - 金太智（朝鮮語版）、大韓民国の外交官、元駐インド・ドイツ・日本大使、元駐オートボルタ大使代理（* 1935年）[284]
- 1月16日 - 松川誠、日本の政治家、元岩手県東山町長・一関市長職務執行者（* 1935年?）[285]
- 1月16日 - ハリー・ビルド（英語版、スウェーデン語版）、スウェーデンの元プロサッカー選手、元同国代表（* 1936年）[286]
- 1月16日 - 大城安隆、日本の児童福祉活動家、元国際福祉沖縄事務所事務局長、元美さと児童園園長、元島添の丘施設長、元沖縄国際大学教授（* 1936年?）[287]
- 1月16日 - 上田正治、日本の撮影監督（* 1938年）[288]
- 1月16日 - 堀内清司、日本の地方公務員、元夕張市収入役（* 1940年?）[289]
- 1月16日 - 苫米地克彦、日本のスポーツ組織幹部、元青森県体操協会会長（* 1942年?）[290]
- 1月16日 - サバフ・ビジ（英語版、アルバニア語版）、アルバニアの元プロサッカー選手、指導者、元同国代表（* 1946年）[291]
- 1月16日 - 謝世謙（中国語版）、中華民国（台湾）の実業家、チャイナエアライン董事長（* 1952年）[292]
- 1月16日 - 謝正観（中国語版）、中華民国（台湾）出身の中華人民共和国の都市地理学者、都市計画家、中国科学院大学教授、元全国政治協商会議委員（* 1953年）[293]
- 1月16日（訃報発表日） - マルガリータ・シュタルケロワ（英語版、ブルガリア語版）、ブルガリアの元バスケットボール選手、指導者、元同国女子代表、1976年オリンピック銅メダリスト（* 1951年）[294]
- 1月16日 - 小田規子（玻名城規子）、日本の声楽家、ソプラノ歌手（* 1962年?）[295]
- 1月16日（訃報発表日） - ドミトリー・ヴォルコフ（英語版、ロシア語版）、ソビエト連邦、ロシアの元競泳選手、1992年オリンピック銀メダリスト、1988年オリンピック銅メダリスト（* 1966年）[296]
- 1月16日（遺体発見日） - フランシスコ・サン・マーティン（ドイツ語版）、アメリカ合衆国の俳優（* 1985年）[297]
- 1月17日 - 黄烟（中国語版）、中華民国（台湾）の媒酌人、政治家、元西港郷議会議員（* 1913年）[298]
- 1月17日 - 米谷哲夫、日本の画家（* 1927年?）[299]
- 1月17日 - ロバート・ヴェラール（英語版）、カナダのアニメーター、映画監督、映画プロデューサー（* 1928年）[300]
- 1月17日 - ジャン・シェパード（英語版）、アメリカ合衆国の女優（* 1928年）[301]
- 1月17日 - 楊静（中国語版）、中華人民共和国の女優（* 1929年）[302]
- 1月17日 - ジュールズ・ファイファー（英語版）、アメリカ合衆国の漫画家、劇作家、脚本家、児童文学作家（* 1929年）[303]
- 1月17日（訃報発表日） - ラッセル・マーシャル（英語版）、ニュージーランドの政治家、外交官、メソジスト派の教役者、元外相・太平洋諸島事務相・教育相・環境相、元代議院議員、元駐イギリス高等弁務官、元ヴィクトリア大学ウェリントン学長（* 1936年）[304]
- 1月17日 - フランソワ・ポンショー（英語版、フランス語版）、フランスのカトリック教会の聖職者、宣教師、元コンポンチャム使徒座知牧区司教総代理（* 1939年）[305]
- 1月17日（訃報発表日） - デニス・ロー、イギリスの元プロサッカー選手、元スコットランド代表（* 1940年）[306]
- 1月17日 - 黒瀬真一郎、日本の教育者、奥田元宋・小由女美術館理事長、元学校法人広島女学院理事長（* 1941年?）[307]
- 1月17日 - ポンサルマーギーン・オチルバト、モンゴル国の政治家、元大統領、元人民大会議議員・幹部会議長、元対外経済関係および配給相・燃料エネルギー相、元国家対外経済関係委員会委員長、元憲法裁判所裁判官、元モンゴル科学技術大学生態学および持続可能な開発センター所長（* 1942年）[308]
- 1月17日（訃報発表日） - マルティン・ポラック（ドイツ語版）、オーストリアのジャーナリスト、作家（* 1944年）[309]
- 1月17日 - ヘルベルト・ヘンク、ドイツのピアニスト（* 1948年）[310]
- 1月17日 - エティエンヌ（英語版、フランス語版）、フランスの彫刻家（* 1952年）[311]
- 1月17日 - ハンスエルク・エーミゼッガー＝シュムーツ（英語版、ドイツ語版）、スイスの元ロードサイクリスト（* 1952年）[312]
- 1月17日 - ディディエ・ギヨーム、フランス、モナコの政治家、モナコ国務相、元フランス農業相、元フランス元老院議員・第一副議長、元ドローム県議会議員・議長、元ブール＝ド＝ペアージュ（英語版）市長（* 1959年）[313]
- 1月18日 - 松本昭典、日本の脚本家（* 1928年?）[314]
- 1月18日 - 有塚利宣、日本の農業協同組合幹部、帯広市川西農業協同組合長、十勝地区農業協同組合長会会長（* 1931年）[315]
- 1月18日 - 替地一夫、日本の政治家、知内町議会議員・元副議長（* 1931年?）[316]
- 1月18日 - ヤン・ミチェルスキ（英語版、ポーランド語版）、ポーランド出身のアメリカ合衆国の数学者、コロラド大学ボルダー校名誉教授、元カリフォルニア大学バークレー校教員、元ロスアラモス国立研究所・ヴロツワフ大学職員（* 1932年）[317]
- 1月18日（訃報発表日） - 杉山武敏、日本の病理学者、神戸大学名誉教授（* 1932年）[318]
- 1月18日 - アイ・ジョージ、日本の歌手、俳優（* 1933年）[319][320]
- 1月18日 - ドン・キューピット（英語版）、イギリスの宗教哲学者（* 1934年）[321]
- 1月18日 - 三宅章彦、日本の数学教育者、情報科学教育者、日本医科大学名誉教授（* 1936年?）[322]
- 1月18日 - 古屋勝彦、日本の実業家、元松屋社長・会長（* 1937年）[323]
- 1月18日 - ゼエヴ・レヴァフ（英語版、ヘブライ語版）、イスラエルの俳優（* 1940年）[324]
- 1月18日 - 長谷川忠久、日本の政治家、元岩手県議会議員、元釜石市議会議員・議長、元岩手県身体障害者福祉協会会長（* 1941年?）[325]
- 1月18日 - デイヴ・バージロン（英語版）、アメリカ合衆国のジャズ・ロックのトロンボーン・チューバ奏者、「ブラッド・スウェット・アンド・ティアーズ」の元メンバー（* 1942年）[326]
- 1月18日 - 松本耕司、日本の政治家、元群馬県議会議員・議長、元館林青年会議所理事長、元館林市一般廃棄物処理事業協同組合理事長（* 1944年）[327]
- 1月18日 - ビル・ベルデン（英語版）、アメリカ合衆国の元ローイング競技選手（* 1949年）[328]
- 1月18日 - クレア・ファン・カンペン（英語版）、イギリスのピアニスト、作曲家、音楽監督、劇作家、劇場監督（* 1953年）[329]
- 1月18日 - 藤井一興、日本のピアニスト、作曲家、桐朋学園大学・東邦音楽大学特任教授（* 1955年）[330]
- 1月18日 - ジョン・ラプリ（英語版）、ソロモン諸島の政治家、元総督（* 1955年）[331]
- 1月18日 - ゲイリー・ブルック（英語版）、イギリスの元プロサッカー選手（* 1960年）[332]
- 1月18日 - 織姫（坂本三千代）、日本の歌手（* 1963年?）[333]
- 1月18日 - 竹内英明、日本の政治家、元兵庫県議会議員（* 1974年）[334]
- 1月19日 - 大崎磐夫、日本の実業家、元ホテルオークラ社長（* 1929年）[335]
- 1月19日 - マルセル・ボナン（英語版、フランス語版）、カナダの元プロアイスホッケー選手（* 1931年）[336]
- 1月19日 - 土井勇、日本の実業家、元日経リサーチ社長、元日本経済新聞社常務（* 1931年?）[337]
- 1月19日 - ボブ・パーキンス（英語版）、アメリカ合衆国のラジオパーソナリティ、DJ（* 1933年）[338]
- 1月19日 - 桂敬一、日本のメディア研究者、マスコミ九条の会よびかけ人、元東京大学・立命館大学教授、元日本新聞協会研究所所長（* 1935年）[339]
- 1月19日 - ホルスト・ヤンゾン（英語版、ドイツ語版）、ドイツの俳優（* 1935年）[340]
- 1月19日 - 松原邦彦、日本の電子工学者、電気工学者、原子力工学者、元長野大学教授（* 1936年）[341]
- 1月19日 - ピエール・メルテンス（英語版、フランス語版）、ベルギーの作家、国際法学者、文学評論家、ブリュッセル自由大学文学社会学センター所長（* 1939年）[342]
- 1月19日 - 吉岡龍太郎、日本の実業家、元共英製鋼社長（* 1939年）[343]
- 1月19日 - ジェフ・トーボーグ（英語版）、アメリカ合衆国の元プロ野球選手、指導者、スポーツ解説者（* 1941年）[344]
- 1月19日 - ジミー・カルダーウッド（英語版）、イギリスの元プロサッカー選手、指導者（* 1955年）[345]
- 1月19日 - 横見浩彦、日本のトラベルライター（* 1961年）[346]
- 1月20日 - ウィラード・イコラ（英語版）、アメリカ合衆国の元アイスホッケー選手、指導者、元同国代表、1956年冬季オリンピック銀メダリスト（* 1932年）[347]
- 1月20日 - 深沢祥紀、日本の実業家、元東京都民銀行常務（* 1932年?）[348]
- 1月20日 - 早間玲子、日本出身のフランスの建築家（* 1933年）[349]
- 1月20日 - 立木恵美子、日本の実業家、元立木写真館社長（* 1934年?）[350]
- 1月20日（訃報発表日） - ミーミー・エッ＝シェルビーニー（英語版、アラビア語版）、エジプトのスポーツ解説者、コメンテーター、元プロサッカー選手、指導者、元同国代表（* 1938年）[351]
- 1月20日 - ベルトラン・ブリエ、フランスの映画監督、脚本家、作家（* 1939年）[352]
- 1月20日 - 祖田修、日本の農学者、京都大学名誉教授、元福井県立大学学長（* 1939年）[353]
- 1月20日 - フレッド・ニューハウス、アメリカ合衆国の元短距離走選手、1976年オリンピック金メダリスト・銀メダリスト（* 1948年）[354]
- 1月20日 - ハラルド・ポールガルド（英語版、ノルウェー語版）、ノルウェーの撮影監督（* 1950年）[355]
- 1月20日 - ボビー・クエラー（英語版）、アメリカ合衆国の元プロ野球選手（* 1952年）[356]
- 1月20日 - 本田典孝、日本の銀行家、元香川銀行頭取（* 1952年）[357]
- 1月20日 - デイヴィッド・ギャラガー、アメリカ合衆国の整形外科医、元プロアメリカンフットボール選手（* 1952年）[358]
- 1月20日 - リン・バン（英語版）、シンガポール出身のアメリカ合衆国の宝飾デザイナー（* 1973年）[359]
- 1月21日 - ヴァレリー・アンドレ（英語版、フランス語版）、フランスのレジスタンス運動家、軍医、空挺兵、パイロット、フランス軍将軍（* 1922年）[360]
- 1月21日（訃報発表日） - エヴァ・クレイン（英語版、スウェーデン語版、ハンガリー語版）、ハンガリー出身のスウェーデンの免疫学者、腫瘍学者、カロリンスカ研究所名誉教授（* 1925年）[361]
- 1月21日 - 高鎮同（中国語版）、中華人民共和国の固体力学者、疲労研究者、北京航空航天大学教授・元固体力学研究所所長、元清華大学教員（* 1928年）[362]
- 1月21日 - ジョー・ベア（英語版）、アメリカ合衆国の画家（* 1929年）[363]
- 1月21日 - 大家重夫、日本の文部官僚、法学者、著作権・知的財産研究者、久留米大学名誉教授（* 1934年）[364]
- 1月21日 - 辻野修、日本の商工会幹部、元当別町商工会会長（* 1934年?）[365]
- 1月21日 - ガース・ハドソン、カナダのキーボーディスト、サクソフォニスト、「ザ・バンド」の元メンバー（* 1937年）[366]
- 1月21日 - 阪田慎之介、日本の実業家、元芦森工業取締役（* 1939年?）[367]
- 1月21日 - エリオット・イングバー、アメリカ合衆国のギタリスト、元「マザーズ・オブ・インヴェンション」のメンバー（* 1941年）[368]
- 1月21日 - 鈴木恵一、日本の元スピードスケート選手、元日本スケート連盟副会長（* 1942年）[369]
- 1月21日 - ペトル・ハンニック（英語版、チェコ語版）、チェコスロバキア、チェコのミュージシャン、音楽プロデューサー、政治活動家（* 1946年）[370]
- 1月21日（遺体発見日） - 孫昌浣、大韓民国の警察公務員、政治活動家、元警察大学学長、元韓国空港公社社長（* 1955年）[371]
- 1月21日 - バリー・マイケル・クーパー、アメリカ合衆国の作家、脚本家、プロデューサー、ジャーナリスト（* 1958年）[372]
- 1月21日 - マウリシオ・フネス、エルサルバドルの政治家、亡命者、元大統領（* 1959年）[373]
- 1月21日 - アブドゥッサラーム・アル＝ムハイーニー（英語版、アラビア語版）、オマーンのプロサッカー選手、同国代表（* 1988年）[374]
- 1月22日 - 李進民（中国語版）、中華人民共和国の陸軍軍人、中国人民解放軍中将、元北京衛戍区（中国語版）政治委員（* 1926年）[375]
- 1月22日 - ハン・ミョンスク（朝鮮語版）、大韓民国の歌手（* 1935年）[376]
- 1月22日 - セルジョ・バッツィーニ、イタリアの映画監督、脚本家、詩人（* 1935年）[377]
- 1月22日 - 平井誠也、日本の発達心理学者、広島大学名誉教授、元長崎国際大学教授（* 1937年?）[378]
- 1月22日 - ジャン＝フランソワ・カーン（英語版、フランス語版）、フランスのジャーナリスト、エッセイスト（* 1938年）[379]
- 1月22日（訃報発表日） - ヴァスコ・ロシャ・ヴィエイラ（英語版、ポルトガル語版）、ポルトガルの陸軍軍人、政治家、元アゾレス諸島担当相、元マカオ総督、元ポルトガル陸軍参謀総長（* 1939年）[380]
- 1月22日 - コルネル・オツェレア（英語版、ルーマニア語版）、ルーマニアの元ハンドボール選手、指導者、元同国代表（* 1940年）[381]
- 1月22日 - バリー・ゴールドバーグ（英語版）、アメリカ合衆国のブルース・ロックのミュージシャン（* 1942年）[382]
- 1月22日 - キャリー・ハリソン（英語版）、イギリスの小説家、劇作家、ブルックリン・カレッジ教授（* 1944年）[383]
- 1月22日 - 大山国夫、日本の囲碁棋士（* 1944年）[384]
- 1月22日 - カーネル・デビアーズ（エド・ウィスコスキー）、アメリカ合衆国の元プロレスラー（* 1945年）[385]
- 1月22日（訃報発表日） - ヨハン・スラヘル（英語版、オランダ語版）、オランダのギタリスト、プログレッシブ・ロックのミュージシャン、「カヤック」の元メンバー（* 1946年）[386]
- 1月22日 - ガブリエル・ヤクブ（英語版、フランス語版）、フランスのシンガーソングライター、作家、ビジュアル・アーティスト、元「マリコルヌ（英語版）」のメンバー（* 1952年）[387]
- 1月23日 - 絹川正吉、日本の解析学者、国際基督教大学名誉教授・元学長（* 1929年）[388]
- 1月23日 - ジョン・モーガン（英語版）、アメリカ合衆国の銀行家、元セーリング選手、モーガン・ライブラリー理事、1952年オリンピック（英語版）金メダリスト（* 1930年）[389]
- 1月23日 - 鈴木武夫、日本の教育者、学校法人鶴岡学園理事長（* 1931年）[390]
- 1月23日 - 鈴木朝夫、日本の材料科学者、元高知工科大学副学長、元高知県公安委員会委員長（* 1932年）[391]
- 1月23日 - 樽井史朗、日本の実業家、元キユーピー社長（* 1933年）[392]
- 1月23日 - 吉武秀起、日本の実業家、元産経新聞社取締役、元岩手めんこいテレビ社長・会長（* 1934年?）[393][394]
- 1月23日 - 小泉恵一、日本の実業家、元河北新報社常務（* 1935年?）[395]
- 1月23日（訃報発表日） - マイケル・ロングリー（英語版）、イギリス、アイルランドの詩人（* 1939年）[396]
- 1月23日 - 七世安田松慶、日本の実業家、安田松慶堂会長・元社長、元全日本宗教用具協同組合理事長（* 1939年?）[397]
- 1月23日 - 森下一、日本の精神科医、生野学園高等学校創設者（* 1941年）[398]
- 1月23日 - 有福雄一、日本の実業家、木香書房社長（* 1943年?）[399]
- 1月23日 - 植垣康博、日本の新左翼運動家、スナック経営者、元連合赤軍メンバー（* 1949年）[400]
- 1月23日 - エステル・ヤンスマ（英語版、オランダ語版）、オランダの詩人、年輪年代学者、考古学者、元ユトレヒト大学教授（* 1958年）[401]
- 1月23日（訃報発表日） - クラシミル・コチェフ（英語版、ブルガリア語版）、ブルガリアの元フリースタイル式レスラー（* 1974年）[402]
- 1月23日 - ペテル・チリムワミ（英語版）、コンゴ民主共和国の軍人、政治家、北キヴ州知事（* 生年不明）[403]
- 1月24日 - 中西績介、日本の政治家、第18代総務庁長官、元衆議院議員【日本社会党・社会民主党所属】、元社会民主党副党首（* 1926年）[404]
- 1月24日 - 滝川精一、日本の実業家、元キヤノン販売社長・会長（* 1930年?）[405]
- 1月24日 - エディ・ワウテルス（英語版、オランダ語版）、ベルギーの元プロサッカー選手、指導者、元同国代表（* 1933年）[406]
- 1月24日 - 佐々木清美、日本の信用金庫幹部、教育者、元あおもり信用金庫理事長、元学校法人東奥義塾理事長（* 1934年?）[407]
- 1月24日 - デイヴ・ギャスケル（英語版）、イギリスの元プロサッカー選手（* 1940年）[408]
- 1月24日 - ジュアン・クイック＝トゥ＝シー・スミス（英語版）、アメリカ合衆国のビジュアル・アーティスト、キュレーター、アメリカ先住民の権利活動家（* 1940年）[409]
- 1月24日 - ミミス・ドマゾス（英語版、ギリシア語版）、ギリシャの元プロサッカー選手、元同国代表（* 1942年）[410]
- 1月24日 - マルセル・セルダン・ジュニア（フランス語版）、フランスの元プロボクサー（* 1943年）[411]
- 1月24日 - ジャンフランコ・マンフレディ（英語版、イタリア語版）、イタリアのシンガーソングライター、エッセイスト、漫画家、脚本家、作曲家、小説家、俳優（* 1948年）[412]
- 1月24日 - グエン・クオック・チエウ（ベトナム語版）、ベトナムの公務員、政治家、元保健相、元ハノイ市人民委員会主席、元ベトナム共産党中央委員会委員・中央公務員健康保護管理委員会委員長・ハノイ市委員会副書記、元ハノイ市保健局長（* 1951年）[413]
- 1月24日 - 佐相眞澄、日本の高校野球・中学軟式野球指導者、元相模原高等学校・川崎北高等学校野球部監督、元東林中学校監督（* 1958年?）[414]
- 1月24日 - ファン・ジニョン、朝鮮民主主義人民共和国の作曲家、「映画・放送音楽団」「普天堡電子楽団」のメンバー（* 1959年）[415]
- 1月24日 - 古賀元博、日本の柔道家、高等学校教員（* 1965年）[416]
- 1月24日 - Gazelle（大竹渉）、日本の歌手、「ASYLUM」のメンバー（* 1966年?）[417]
- 1月24日 - 世古哲久、日本の実業家、日本一ソフトウェア社長（* 1971年）[418]
- 1月24日 - アンク（英語版）（アンソニー・プラット）、アメリカ合衆国のDJ（* 1981年）[419]
- 1月25日 - 裴栄富（中国語版）、中華人民共和国の鉱床学者、鉱物探査学者、中国地質科学院（中国語版）鉱産資源研究所研究員、元地質鉱産部（中国語版）鉱床地質研究所所長（* 1924年）[420]
- 1月25日 - 守井英夫、日本の実業家、元三菱電機副社長（* 1926年?）[421]
- 1月25日 - アナスタシオス、ギリシャのアルバニア正教会・ギリシャ正教会の聖職者、ティラナ・ドゥラスおよび全アルバニア大主教、アテネ大学名誉教授、元アンドルサ（英語版）主教（* 1929年）[422]
- 1月25日 - グレッグ・ベル（英語版）、アメリカ合衆国の歯科医師、元走幅跳選手、1956年オリンピック金メダリスト（* 1930年）[423]
- 1月25日 - グロリア・ロメロ（英語版、タガログ語版）、アメリカ合衆国出身のフィリピンの女優（* 1933年）[424]
- 1月25日 - 千葉健、日本の政治家、元北海道標茶町長（* 1934年?）[425]
- 1月25日 - 野中郁次郎、日本の経営学者、一橋大学名誉教授（* 1935年）[426]
- 1月25日 - ベイジル・ハイリー（英語版）、イギリスの物理学者、ユニヴァーシティ・カレッジ・ロンドン教授、ロンドン大学名誉教授（* 1935年）[427]
- 1月25日 - 長塚康弘、日本の交通心理学者、元新潟中央短期大学学長、元新潟大学教授（* 1935年?）[428]
- 1月25日 - 黄茂栄（中国語版）、中華民国（台湾）の法学者、裁判官、元司法院大法官、元台湾大学教授（* 1944年）[429]
- 1月25日 - 奥山則康、日本の実業家、セントラルフォレストグループ社外取締役（* 1949年?）[430]
- 1月25日 - ドラジェン・ダリパギッチ（英語版、セルビア語版）、ユーゴスラビア、セルビアの元プロバスケットボール選手、指導者、元ユーゴスラビア代表、1980年オリンピック金メダリスト、1976年オリンピック銀メダリスト、1984年オリンピック銅メダリスト（* 1951年）[431]
- 1月25日（訃報発表日） - アントニー・バッソ（英語版）、フランスの元サッカー選手（* 1979年）[432]
- 1月26日 - 鄭鎮宇（朝鮮語版）、大韓民国のピアニスト、軍医、ソウル大学校名誉教授（* 1928年）[433]
- 1月26日 - 川辺久造、日本の俳優、声優（* 1932年）[434]
- 1月26日 - 山口昇、日本の実業家、元三井生命保険副社長（* 1932年?）[435]
- 1月26日 - 鈴木康夫、日本の政治家、元高知県議会議員・議長（* 1934年?）[436]
- 1月26日 - 麦倉忠彦、日本の彫刻家（* 1935年）[437]
- 1月26日 - 内海良太、日本の俳人（* 1938年）[438]
- 1月26日 - 山本徳次、日本の和菓子職人、実業家、たねや名誉会長、現代の名工（* 1939年?）[439]
- 1月26日 - ゲイリー・フィリップス（英語版）、アメリカ合衆国の元プロバスケットボール選手（* 1939年）[440]
- 1月26日 - 秋山和慶、日本の指揮者、元東京交響楽団音楽監督・常任指揮者、元バンクーバー交響楽団・広島交響楽団音楽監督（* 1941年）[441]
- 1月26日（訃報発表日） - グラント・タンブリング（英語版）、オーストラリアの政治家、元ノーフォーク島行政官、元代議院・元老院議員、元ノーザンテリトリー議会・ダーウィン市議会議員（* 1943年）[442]
- 1月26日 - マルコム・トゥエイツ、シンガポールの競馬調教師（* 1945年）[443]
- 1月26日 - 程凱（中国語版）、中華人民共和国のジャーナリスト、亡命者、元海南日報（中国語版）編集長・社長（* 1946年）[444]
- 1月26日 - 西山正啓、日本の記録映画作家（* 1947年?）[445]
- 1月26日 - 周中枢（中国語版）、中華人民共和国の実業家、元中国五鉱集団（中国語版）董事長・総裁・中国共産党党組書記（* 1952年）[446]
- 1月26日 - 高田豊明、日本の実業家、伊勢新聞社上席執行役員・東京支社長（* 1959年?）[447]
- 1月26日 - ニコラ・フロリアン（英語版、フランス語版）、フランスの政治家、ヌーヴェル＝アキテーヌ地域圏議会・ボルドーメトロポール議会・ボルドー市議会議員、元ボルドー市長、元アキテーヌ地域圏議会・ジロンド県議会・ヴィルナーヴ＝ドルノン市議会議員（* 1969年）[448]
- 1月26日 - アリシア・M・ソダーバーグ（英語版）、アメリカ合衆国の天体物理学者、超新星研究者、ハーバード大学准教授（* 1977年）[449]
- 1月27日 - 李春植、大韓民国の元徴用工（* 1924年?）[450]
- 1月27日 - ギー・デルハッセ（英語版、オランダ語版、フランス語版）、ベルギーの元プロサッカー選手、元同国代表（* 1933年）[451]
- 1月27日（訃報発表日） - イアン・ヴェルマーク（英語版）、南アフリカ共和国の元テニス選手（* 1933年）[452]
- 1月27日 - 竹田和雄、日本の政治家、元当別町議会議員・議長（* 1934年?）[453]
- 1月27日 - 王恩科（中国語版）、中華人民共和国の政治家、元青海省人民代表大会常務委員会副主任（* 1937年）[454]
- 1月27日 - 尹大星（朝鮮語版）、大韓民国の劇作家、脚本家、元ソウル芸術大学教授（* 1939年）[455]
- 1月27日 - バルダー・プライムル、オーストリアの元スキージャンプ選手、指導者、1968年冬季オリンピック銅メダリスト（* 1939年）[456]
- 1月27日 - チャン・ミジャ（朝鮮語版）、大韓民国の女優、声優（* 1941年）[457]
- 1月27日 - 岸君江、日本の胎内被爆者、平和運動家（* 1946年）[458]
- 1月27日 - ダニエル・コリング（フランス語版）、フランスの芸術監督、ゼニット管理者、エンターテイメント・マネージャー、プランタン・ド・ブールジュ（英語版）共同創設者（* 1946年）[459]
- 1月27日 - 折田謙一郎、日本の秘書、政治家、元群馬県中之条町長（* 1948年?）[460]
- 1月27日 - エミリア・コンテッサ（英語版、インドネシア語版、ジャワ語版）、インドネシアの歌手、女優（* 1957年）[461]
- 1月27日 - 東川裕、日本の政治家、元奈良県御所市長（* 1961年）[462]
- 1月27日 - 国東始（ヴァンデル・ラモス）、ブラジル、日本の元大相撲力士、実業家（* 1975年）[463]
- 1月28日 - レ・タイン・コイ（ベトナム語版）、ベトナムの歴史学者、元パリ第5大学教授、元カーン大学（英語版）・ナンテール大学教員（* 1923年）[464]
- 1月28日 - ガリーナ・シャラビーゼ（英語版、グルジア語版、ロシア語版）（ガリーナ・ミナイチェワ）、ソビエト連邦、ジョージアの元体操選手、1952年オリンピック金メダリスト（* 1929年）[465]
- 1月28日 - リチャード・R・ネルソン（英語版）、アメリカ合衆国の経済学者、コロンビア大学教授、元イェール大学・カーネギーメロン大学教員（* 1930年）[466]
- 1月28日（訃報発表日） - アルト・サロマー（英語版、フィンランド語版）、フィンランドの数学者、計算機科学者、元トゥルク大学教授（* 1934年）[467]
- 1月28日 - マリーナ・コラサンティ（英語版、ポルトガル語版）、イタリア出身のブラジルの詩人、小説家、児童文学作家、ジャーナリスト、翻訳家（* 1937年）[468]
- 1月28日 - 池田幹幸、日本の政治家、元参議院議員【日本共産党所属】（* 1941年）[469]
- 1月28日 - 深堀義昭、日本の被爆者、政治家、長崎市議会議員・元議長（* 1944年?）[470]
- 1月28日 - 尾崎清、日本の実業家、元マツダ副社長（* 1947年?）[471]
- 1月28日 - 原武博之、日本のアナウンサー【熊本放送所属】（* 1948年）[472]
- 1月28日（訃報発表日） - ムハンマド・ビン・ファハド・ビン・アブドゥルアズィーズ・アール・サウード（英語版、アラビア語版）、サウジアラビアの王族、政治家、元東部州知事（* 1950年）[473]
- 1月28日 - カトリーヌ・ラボルド（英語版、フランス語版）、フランスの気象キャスター、女優（* 1951年）[474]
- 1月28日 - 森永卓郎、日本の経済アナリスト、独協大学教授（* 1957年）[475]
- 1月28日 - ホルヘ・ルイス・バルデス（英語版）、キューバの元野球選手、1992年オリンピック金メダリスト（* 1961年）[476]
- 1月28日 - ケン・フロレス、アメリカ合衆国のコメディアン（* 1996年?）[477]
- 1月29日 - 大島安徳、日本の対馬丸事件の語り部（* 1926年?）[478]
- 1月29日 - 山本圭吾、日本の現代美術家、メディアアーティスト、元京都精華大学教授（* 1936年）[479]
- 1月29日 - 吉元政矩、日本の地方公務員、元沖縄県副知事（* 1936年）[480]
- 1月29日 - リチャード・ウィリアムソン、イギリスのカトリック教会の聖職者、聖伝主義者、元聖ピオ十世会会員（* 1940年）[481]
- 1月29日 - 下條アトム、日本の俳優、声優、ナレーター（* 1946年）[482]
- 1月29日 - 奥山文雄、日本の運輸官僚、元運輸省港湾局長（* 1953年?）[483]
- 1月29日 - 桜井龍雄、日本の政治家、元美唄市議会議員・副議長（* 1958年?）[484]
- 1月29日 - 張立威（中国語版）、中華民国（台湾）の俳優（* 1968年）[485]
- 1月29日 - サルワーン・ムーミーカー（英語版、アラビア語版）、イラクの亡命者、反イスラム活動家（* 1986年）[486]
- 1月29日 - アメリカン航空5342便空中衝突事故の死亡者
  - インナ・ヴォリャンスカヤ（英語版、ロシア語版）、ソビエト連邦、ロシア、アメリカ合衆国の元フィギュアスケーター、指導者（* 1965年）[487]
  - ヴァディム・ナウモフ、ソビエト連邦、ロシア、アメリカ合衆国の元フィギュアスケーター、指導者（* 1969年）[488]
  - エフゲーニヤ・シシコワ、ソビエト連邦、ロシア、アメリカ合衆国の元フィギュアスケーター、指導者（* 1972年）[488]
  - アレクサンドル・キルサノフ（英語版、アゼルバイジャン語版）、アゼルバイジャン、ロシア、アメリカ合衆国の元フィギュアスケーター、指導者（* 1978年）[489]
- 1月30日 - イルハン・ウスマンバシュ（英語版、トルコ語版）、トルコの作曲家、音楽教育者、元アンカラ国立音楽院・イスタンブル国立音楽院（トルコ語版）院長（* 1921年）[490]
- 1月30日 - 三光長治、日本の音楽学者、ドイツ文学者、埼玉大学名誉教授、元神戸松蔭女子学院大学教授（* 1928年）[491]
- 1月30日 - ディック・バトン、アメリカ合衆国の元フィギュアスケーター、俳優、スポーツ解説者、エンターテイナー、1948年・1952年冬季オリンピック金メダリスト（* 1929年）[492]
- 1月30日 - 蘇東庄（中国語版）、中華人民共和国の計算機科学者、北京信息科技大学（中国語版）教授、元全国政治協商会議委員（* 1932年）[493]
- 1月30日 - 朗大忠（中国語版）、中華人民共和国の政治家、元雲南省政治協商会議副主席、元盈江県長、元中国共産党中央委員会委員・中央規律検査委員会委員・雲南省規律検査委員会書記・徳宏タイ族チンポー族自治州委員会書記・盈江県委員会副書記（* 1933年）[494]
- 1月30日 - 吉田義一、日本の政治家、元月形町議会議員・議長（* 1936年?）[495]
- 1月30日 - ジュリアス・チャン（英語版）、パプアニューギニアの政治家、ニューアイルランド州知事、元首相・副首相・財政相、元国会議員（* 1939年）[496][497]
- 1月30日 - 戸成義則、日本の政治家、元広島県府中市長、元府中市議会議員・議長（* 1941年）[498]
- 1月30日 - 大圃博元、日本の政治家、元標津町議会議員（* 1942年?）[499]
- 1月30日 - ドナルド・セクリスト（英語版）、アメリカ合衆国の元プロ野球選手（* 1944年）[500]
- 1月30日 - マリアンヌ・フェイスフル、イギリスの歌手、作詞家、女優（* 1946年）[501]
- 1月30日 - 千葉克介、日本の写真家（* 1946年）[502]
- 1月30日 - 金成珍（朝鮮語版）、大韓民国のジャーナリスト、実業家、政治家、元国務総理秘書室長、元女性部次官、元韓国教育放送公社副社長、元韓国ケーブルテレビ放送協会会長（* 1953年）[503]
- 1月30日 - 細田秀司、日本の実業家、元アイン社長、元茅野商工会議所会頭（* 生年不明）[504]
- 1月31日 - 山崎敏光、日本の原子核物理学者、東京大学名誉教授、元東京大学原子核研究所所長（* 1934年）[505]
- 1月31日 - 蘇燿祖（中国語版）、香港の公務員、元文康広播司（中国語版）、元運輸署（中国語版）・市政総署（中国語版）署長、元行政署（中国語版）署長署理（* 1940年）[506]
- 1月31日 - アブデルハミード・スラーマ（英語版、アラビア語版）、チュニジアのアラビア語文学者、サッカー審判員、放送ディレクター、政治家、元青少年スポーツ相（アラビア語版）、元クシーベット・エル＝メディーウーニー（英語版）市長、元マヌーバ大学（英語版）教員、元チュニジアオリンピック委員会委員長（* 1941年）[507]
- 1月31日 - カルロス・フェレーロ・コスタ（英語版、スペイン語版）、ペルーの政治家、元閣僚評議会議長、元共和国議会議員・議長（* 1941年）[508]
- 1月31日 - 寺井一弘、日本の弁護士、元日本司法支援センター理事長（* 1941年?）[509]
- 1月31日 - 渡辺薫、日本の競馬記者（* 1948年）[510]
- 1月31日 - 堀江三喜男、日本の機械工学者、運動学者、東京工業大学名誉教授（* 1952年?）[511]
- 1月31日 - スーザン・アルコーン（英語版）、アメリカ合衆国のペダル・スティール・ギターのギタリスト、作曲家、即興演奏家（* 1953年）[512]
- 1月31日 - ターニャ・ラデワ（英語版、スロバキア語版）、チェコスロバキア、スロバキアの女優（* 1957年）[513]

## 没日不明
- 1月中 - 大津定美、日本の経済学者、ソ連経済研究者、神戸大学名誉教授、元龍谷大学・大阪産業大学教授（* 1938年）[514]